# Fala, Majeté! Sete Chaves de Exu
Fala, Majeté! Sete Chaves de Exu foi o enredo apresentado pela Acadêmicos do Grande Rio no desfile das escolas de samba do Rio de Janeiro de 2022, com o qual a escola conquistou o seu primeiro título de campeã do Grupo Especial do carnaval carioca. O samba-enredo homônimo foi composto por Gustavo Clarão, Arlindinho Cruz, Jr. Fragga, Claudio Mattos, Thiago Meiners e Igor Leal, recebendo diversas premiações.
O enredo da escola, assinado por Gabriel Haddad e Leonardo Bora e Vinícius Natal, buscou desmistificar a figura de Exu, apresentando aspectos do orixá/entidade reunidos em "sete chaves". A Grande Rio foi a quinta escola a se apresentar na segunda noite de desfiles, que por causa da Pandemia de COVID-19, foi realizado no mês de abril. O desfile da agremiação foi aclamado pela imprensa especializada, ganhando adjetivos como "histórico", "impecável", "apoteótico" e "arrebatador". Alguns especialistas colocaram o desfile entre os melhores do século. A Grande Rio recebeu todos os principais prêmios de carnaval, dentre eles o Estandarte de Ouro de melhor escola. O samba-enredo da agremiação também foi o mais premiado do ano. Outro destaque da apresentação foi a bateria, comandada por Mestre Fafá, que também recebeu o Estandarte da categoria.
A Grande Rio foi campeã com três décimos de vantagem sobre a vice-campeã, Beija-Flor. A escola teve apenas duas notas abaixo da máxima, no quesito samba-enredo, sendo que uma das notas foi descartada seguindo o regulamento do concurso. Com isso, a escola perdeu apenas um décimo na avaliação oficial. A vitória da Grande Rio foi celebrada por famosos nas redes sociais e causou um aumento de 418% nas buscas pelo nome "Exu" no Google.

## Antecedentes

### Retrospecto
Após quase ser rebaixada em 2018 e se classificar em nono lugar no carnaval de 2019, a Acadêmicos do Grande Rio decidiu finalizar a parceria com o casal de carnavalescos Renato Lage e Márcia Lage. Para ocupar a vaga do casal, foram contratados os carnavalescos Gabriel Haddad e Leonardo Bora, vice-campeões da Série A de 2019. A aposta deu certo e a Grande Rio foi vice-campeã do carnaval de 2020, somando a mesma pontuação que a campeã, Unidos do Viradouro, mas perdendo o título no quesito de desempate. A Grande Rio foi vice-campeã pela quarta vez em quinze anos, sendo que, em 2006, a escola também perdeu o título no critério de desempate, após somar a mesma pontuação que a campeã, Vila Isabel. Em 2020, a Grande Rio homenageou o babalorixá baiano Joãozinho da Gomeia. O desfile lhe rendeu diversos prêmios como o Estandarte de Ouro de melhor escola e de melhor samba-enredo.

### Preparação para 2021/2022
Para o carnaval de 2021 a escola renovou os contratos com toda a sua equipe, incluindo os carnavalescos, coreógrafos da comissão de frente (Hélio e Beth Bejani), casal de mestre-sala e porta-bandeira (Taciana Couto e Daniel Werneck), diretor de bateria (Mestre Fafá), diretor de carnaval (Thiago Monteiro) e os diretores de harmonia. A Grande Rio divulgou seu enredo à meia-noite de 13 de junho de 2020, dia de Santo Antônio, que é sincretizado com Exu. O anúncio do enredo repercutiu nas redes sociais, figurando entre os assuntos mais comentados no Twitter.
No dia 14 de dezembro de 2020, dirigentes da LIESA se reuniram para sortear a ordem de apresentação do carnaval seguinte. Na ocasião o desfile estava previsto para julho de 2021. Mesmo com o adiamento do carnaval para abril de 2022, a ordem sorteada foi mantida. A Grande Rio foi sorteada para ser a quinta escola a se apresentar na segunda noite de desfiles, ou seja, a penúltima escola a desfilar no Grupo Especial. Devido à Pandemia de COVID-19, o desfile das escolas de samba de 2021 foi cancelado, sendo a primeira vez, desde a criação do concurso, em 1932, que o evento não foi realizado. Com o agravamento da pandemia, as escolas paralisaram as atividades presenciais nas quadras e barracões, mas seguiram se programando para o desfile futuro. Com a campanha de vacinação contra a COVID no decorrer de 2021 e a diminuição de mortes pela doença, as escolas começaram a se preparar para o carnaval de 2022. Com um novo aumento dos casos de COVID no país, devido ao avanço da variante Ómicron, o desfile das escolas de samba que ocorreriam no carnaval de 2022 foram adiados para abril do mesmo ano, durante o feriado de Tiradentes.

## O enredo

### Escolha e pesquisa

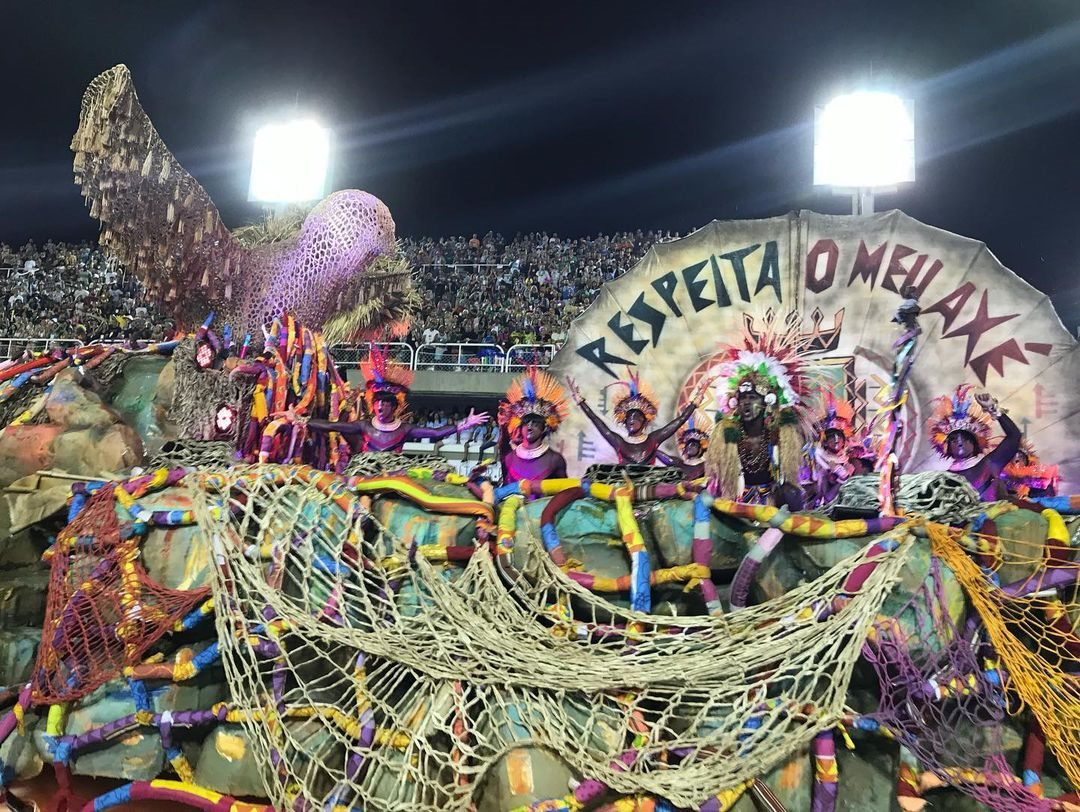
Comissão de frente da Grande Rio em 2020 pregou contra a intolerância religiosa. Temática afro-religiosa agradou a comunidade e inspirou a escolha do enredo para 2022.

O enredo tem como tema Exu, cultuado na Umbanda e em diversas religiões de matriz africana. Foi assinado pelos carnavalescos Gabriel Haddad e Leonardo Bora e pelo historiador Vinícius Natal. O tema surgiu do questionamento de pensadores do carnaval contemporâneo sobre o fato de Exu nunca ter sido enredo no Grupo Especial do carnaval carioca. Também partiu do desejo da comunidade da escola em continuar a defender a temática afro-religiosa que deu a Grande Rio o vice-campeonato do carnaval de 2020 com um desfile sobre o babalorixá Joãozinho da Gomeia. O desfile de 2020 ganhou uma proporção além da esperada pelos componentes, torcedores e dirigentes da Grande Rio, fomentando debates acerca da intolerância religiosa. A temática afro-religiosa também esteve presente nos primeiros anos da agremiação. Em seu primeiro desfile, em 1989, a Grande Rio apresentou "O Mito Sagrado de Ifé", com samba que pedia o fim do preconceito racial. O tema foi aprofundado no enredo 1992, "Águas Claras Para Um Rei Negro", com o qual a escola foi campeã do Grupo de Acesso. Em 1993, o samba composto para o enredo "No Mundo da Lua" citava o orixá Ogum e mencionava o mais conhecido ponto de Exu Tranca Ruas. Em 1994, a escola desfilou com o premiado enredo "Os Santos que a África não Viu", sobre a história da Umbanda.

"Lemos, debatemos e aprendemos tanto a respeito de Exu durante o processo de confecção do último desfile (2020) que não foi uma surpresa quando percebemos que um novo enredo já estava em formação. Reunimos muito material e muitas histórias. Havia o interesse e a curiosidade, mas faltava um sinal, um início. Foi quando a escritora Conceição Evaristo nos visitou, na primeira semana de janeiro, e passamos um bom tempo debatendo a simbologia da capa de Exu produzida pelo Bispo do Rosário. Os apontamentos dela nos mostraram um caminho maior, extremamente rico, e decidimos nos aventurar por ele."

— Leonardo Bora, um dos carnavalescos e autores do enredo da Grande Rio.
Segundo o carnavalesco Gabriel Haddad, já existia nele o desejo de desenvolver um enredo sobre Exu, tema que apareceu de maneira pontual nos três enredos assinados anteriormente por ele e Leonardo Bora para desfiles na Sapucaí. Gabriel também foi influenciado pela religião do avô materno, dono de um terreiro. Segundo o carnavalesco Leonardo Bora, o que lhe despertou a vontade para desenvolver o enredo foi uma conversa com a escritora Conceição Evaristo sobre a capa de Exu produzida por Bispo do Rosário.
Durante a pesquisa para a enredo de 2022, chegou-se ao nome de Estamira, catadora de lixo, morta em 2011, que vivia no aterro sanitário de Jardim Gramacho - o maior aterro sanitário da América Latina, desativado em 2012 - em Duque de Caxias, cidade-sede da Grande Rio. Estamira foi protagonista de um premiado documentário com seu nome dirigido por Marcos Prado e lançado em 2004. Em determinado momento do documentário, a catadora parecia se comunicar com Exu por meio de um telefone inutilizado usando a frase "Câmbio, Exu. Fala, Majeté!", de onde surgiu o título do enredo ("Fala, Majeté! Sete Chaves de Exu"). Estamira foi escolhida como fio condutor do enredo, sendo, também, uma forma de localizar o tema dentro da cidade-sede da Grande Rio.

### Desenvolvimento
"Estamos falando de novas epistemologias, que muitos pensadores e artistas contemporâneos têm trabalhado. Não é por acaso que Exu tem aparecido tanto na arte urbana, nos museus, na música, na literatura, nas bandeiras que tanta gente está levantando. É uma resposta aos tempos do hoje e uma proposta também. [...] Ocupamos um lugar privilegiado enquanto narradores e precisamos, mais do que nunca, usar esse espaço para combater o racismo epistêmico e o racismo religioso. Nada foi mais demonizado que Exu, por isso vamos raspar o fundo. A gente quer cada vez mais Exu nas escolas e nas escolas de samba."

— Vinícius Natal, historiador, antropólogo e autor do enredo junto aos carnavalescos da Grande Rio.
O enredo foi desenvolvido em sete setores (as sete chaves presentes no título). Segundo o roteiro oficial do desfile, elaborado pela escola, o enredo busca exaltar a "visão exusíaca de mundo" (expressão cunhada pelo escritor Luiz Antonio Simas) e mostrar ao público "as muitas potências da energia exusíaca, revelando o quanto Exu se fez – e, mais do que nunca, faz! – presente no cenário artístico-cultural brasileiro e em cenários do cotidiano (mercados, feiras, bares, ruas, esquinas, lugares dos quais muito sentimos falta, em tempos de isolamento!), destacando a importância de Exu para os festejos de carnaval e, principalmente, direcionando um olhar criativo e inquieto para uma leitura sensível de vozes outrora apagadas (artistas e pensadores que foram excluídos de um determinado modelo de sociedade, mas que propuseram recriações do mundo, em diálogo com Exu)." Ainda segundo o roteiro, o enredo propõe desmistificar a figura de Exu e combater a intolerância religiosa, uma vez que Exu é, de forma preconceituosa, ligado à forças do mal, o que acaba refletindo na violência contra a Umbanda e religiões de matriz africana.

"O enredo é dividido em sete momentos e vai celebrar a energia que circula nas feiras e nos mercados, a malandragem das noites, nos bares e cabarés, as ruas, as folias populares e o carnaval dos corpos indóceis, a música, a literatura e as artes visuais que reinterpretam e nos ajudam a pensar Exu no cenário contemporâneo. Também vamos abordar a suposta loucura capaz de transformar o lixo, reconstruindo o mundo de maneira simbólica e produzindo novas formas de conhecimento. Há uma linha muito forte de Exus ligados ao lixo. É nesse momento que a figura de Estamira ganha destaque, nos levando a um lugar de Caxias que por muito tempo foi invisibilizado, que é o lixão de Gramacho."

— Gabriel Haddad, um dos carnavalescos e autores da Grande Rio.
- Setor/Chave 1: Criação e encruzilhada

O primeiro setor é dividido em dois momentos. Na comissão de frente e no primeiro casal de mestre-sala e porta-bandeira com seus guardiões faz referência a presença de Exu nos mitos da criação do mundo. Exu é citado em diversas mitologias como peça fundamental para o movimento inicial da vida terrena junto a outros orixás como Olodumaré, Olorum e Oxalá. O segundo momento (ala um e carro abre-alas) faz referência à Exu enquanto potência das encruzilhadas: o culto a Exu, originário da África (tendo assumido, dentro daquele continente, diversas características) atravessou o Oceano Atlântico durante a diáspora africana, se espalhando pelas Américas, com destaque para o Brasil.
- Setor/Chave 2: Raiz da liberdade

Exu Caboclo: ao se espalhar em solo brasileiro, o culto a Exu se mistura às cosmogonias indígenas. Baseado no conto "A Cabeça de Zumbi", de Alberto Mussa, o enredo faz a associação de Exu com a figura de Zumbi dos Palmares.
- Setor/Chave 3: Terreiro e mercado

O terceiro setor do desfile celebra Exu enquanto energia que dinamiza as trocas e atua enquanto mediador entre deuses e homens, fiscalizando o Oráculo de Ifá e verificando se as oferendas aos demais orixás estão sendo feitas corretamente. Essa energia é ligada a figura das feiras e dos mercados, espaços de trocas comerciais. O setor também destaca a importância do padê, oferenda arriada nas esquinas e nas encruzilhadas.
- Setor/Chave 4: Alma das ruas, noites da Lapa

O quarto setor do desfile saúda o "Povo da Rua", Exus e Pombagiras de diferentes linhas da Umbanda; exaltando figuras populares como Zé Pelintra, Tranca Ruas e Maria Padilha. Segundo o roteiro do desfile, esse é "certamente o mais próximo daquilo que o grande público imagina de um enredo que exalta Exu". O setor é ambientado no bairro da Lapa, no Rio de Janeiro. Vários signos da boemia carioca são abordados no setor, como malandros, prostitutas, bares, cabarés e jogatinas. O setor sintetiza a energia de Exu presente nas noites e nas ruas.
- Setor/Chave 5: Festas, folias, carnavais

O setor aborda as folias de rua e a celebração do carnaval, fazendo referência às diversas manifestações culturais que guardam ligação com a energia de Exu. São celebrados bate-bolas, frevos, maracatus, o bloco do Seu Sete da Lira e as criações de Joãosinho Trinta, segundo o roteiro do desfile, "o mais exusíaco dos carnavalescos".
- Setor/Chave 6: De tinta e de sangue

O setor sintetiza a energia de Exu presente nas artes, fazendo referência a abordagens de Exu em obras literárias, pinturas, esculturas, músicas, filmes e espetáculos em geral.
- Setor/Chave 7: Recriação e vozes do "lixo"

O último setor aborda a energia de Exu que circula por espaços associados ao que é rejeitado pela sociedade, celebrando o pensamento e a arte de pessoas excluídas e/ou à margem da sociedade. O setor exalta figuras que têm em comum os diálogos estabelecidos com Exu, o fato de terem sido consideradas "loucas" e a ligação que estabeleceram com o lixo, buscando em materiais rejeitados ou descartados a matéria para a construção de obras de arte, figurinos, narrativas escritas ou faladas. Segundo o roteiro do desfile, o enredo utiliza o lixo como uma metáfora para "abordar a hegemonia de um dado pensamento, dominante e excludente – o mesmo que insiste em demonizar Exu."

## O samba-enredo

### Processo de escolha

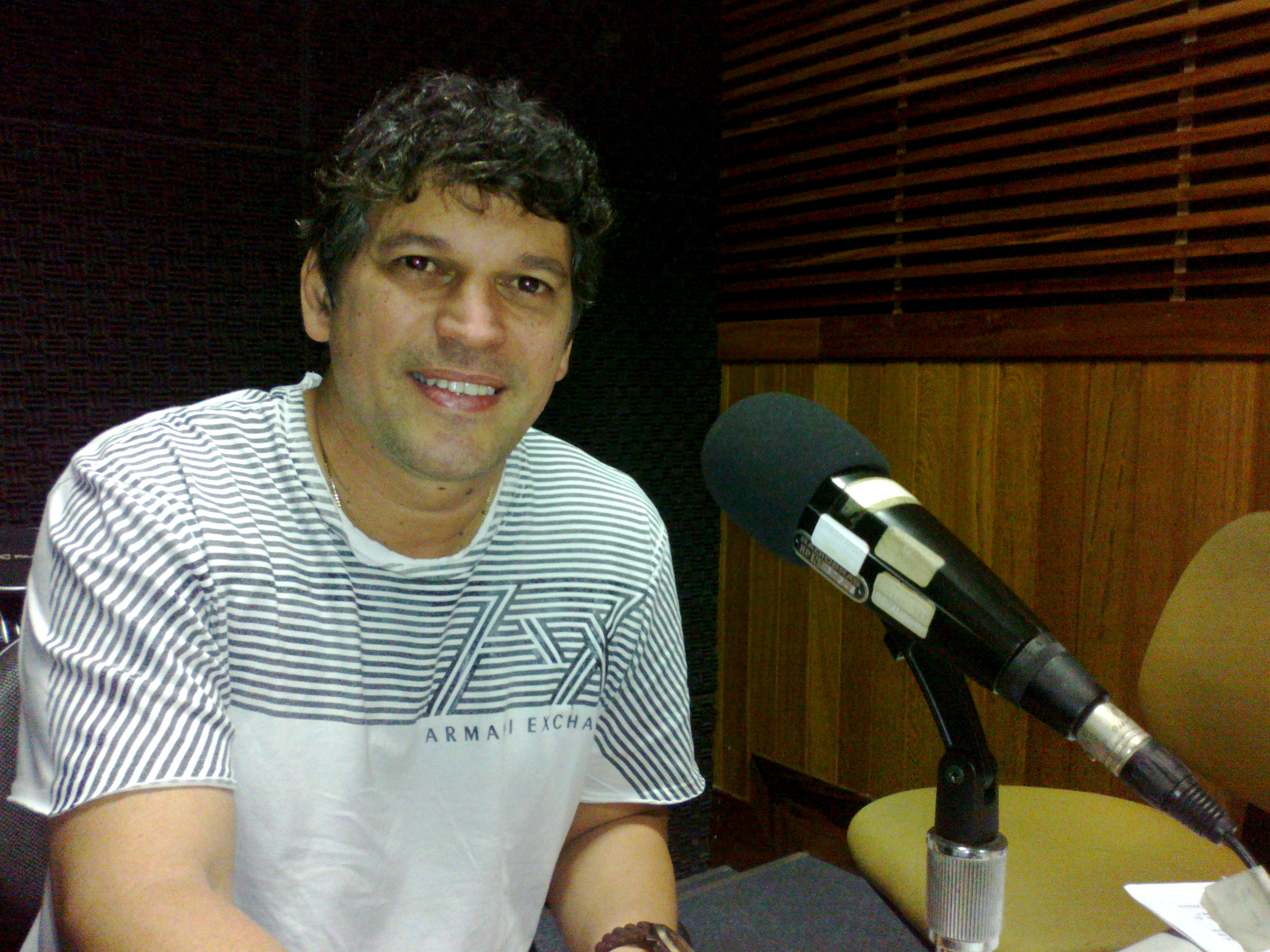
Gustavo Clarão, um dos compositores do samba da Grande Rio.

A disputa de samba-enredo da Grande Rio teve início em dezembro de 2020 com a inscrição de dezessete sambas concorrentes. Intérprete oficial da escola, Evandro Malandro gravou todos os sambas. Após a paralisação do concurso devido ao cancelamento do carnaval, a escola retomou sua disputa em agosto de 2021. O samba-enredo vencedor foi escolhido na noite de 30 de setembro de 2021. Três obras disputaram a final que foi gravada e exibida no programa Seleção do Samba, da Rede Globo. O samba vencedor tem autoria dos compositores Gustavo Clarão, Arlindinho Cruz, Jr. Fragga, Claudio Mattos, Thiago Meiners e Igor Leal. Ao final da disputa, a obra foi regravada por Evandro Malandro. O samba da Grande Rio é a segunda faixa do álbum Rio Carnaval 2022, lançado nas plataformas digitais de áudio em 7 de novembro de 2021. 
"Sou do candomblé. Tenho Exu como protetor. Tenho a Grande Rio como uma escola no meu coração, já fui campeão algumas vezes, e o enredo me emocionou. Estou emocionado e feliz com a repercussão do samba. Ver pessoas da escola cantando o samba com garra é muito gratificante." "Eu cresci com um vizinho ouvindo louvor o outro ouvindo música católica, esse samba é uma oportunidade de divulgar a umbanda e o candomblé, e agora a gente pode falar livremente da nossa fé."
— Arlindinho Cruz, um dos compositores do samba da Grande Rio.

### Letra e melodia
|                                                    | "Fala, Majeté! Sete Chaves de Exu" Trecho do "falso refrão" central do samba da Grande Rio. |
| Problemas para escutar este arquivo? Veja a ajuda. |                                                                                             |

A letra do samba tem como tema as diversas faces de Exu e sua melodia foi criada a partir de pontos de Exu. O enredo da Grande Rio é dividido em sete chaves, que são contempladas ao longo do samba. A obra começa a saudação "Boa noite!", forma com que as entidades conhecidas como Exus catiços costumam saudar quando, por meio da incorporação, chegam ao plano físico ("Boa noite, moça! Boa noite, moço! Aqui na Terra é o nosso templo de fé / Fala, Majeté!"). O verso também faz referência a Estamira, personagem abordada no enredo da escola. Estamira vivia e trabalhava num aterro sanitário e usava um telefone para entrar em contato com o sagrado usando a frase "Câmbio, Exu! Fala, Majeté!". A seguir, o samba aborda a primeira chave do enredo, tratando de cosmogonias e o culto de povos africanos a Exu, ("Faísca da cabaça de igbá / Na gira.... Bombogira, Aluvaiá!"). Igbá é a cabaça que contém os objetos de culto e de adoração a um Orixá, muito utilizado nos assentamentos sagrados. O verso faz referência à Exu na cultura Iorubá/Nagô. "Bombogira" e "Aluvaiá" são dois nkisis da mitologia banta/angolana, que evocam a comunicação e a proteção das comunidades, se associando a energia de Exu. A seguir, a obra aborda a travessia de escravizados da África para o Brasil cruzando o oceano que, no samba, é poeticamente chamado de "mar de dendê" em referência ao óleo de palma utilizado em diversas oferendas dos rituais de candomblé. Dessa forma, o samba deixa subtendido que Exu chegou ao Brasil junto com a fé de africanos escravizados ("Num mar de dendê / Caboclo, andarilho, mensageiro"). "Caboclo" faz alusão à Umbanda, religião brasileira que sintetiza vários elementos das religiões africanas, indígenas e cristãs; "andarilho" remete ao ciganos, também cultuados na Umbanda; e "mensageiro" é uma das características de Exu, considerado o orixá da comunicação. O trecho seguinte remete à segunda chave do enredo, que expressa a ideia de que Exu sintetiza o espírito de luta e resistência quilombola ("Das mãos que riscam pemba no terreiro, renasce Palmares, Zumbi Agbá!"). A pemba é um instrumento das religiões de matrizes africanas que as entidades utilizam quando "baixam" nos terreiros. Na visão poética do samba, Zumbi dos Palmares renasce toda vez que a pemba risca o chão. Por isso, Zumbi é citado como uma representação de "Exu Agbá", que significa Exu da ancestralidade. A seguir, o samba remete à terceira chave do enredo, sobre preceitos, fazendo referência à Ifá, um oráculo de matriz Iorubá ligado a Orumilá pelo qual falam os odus ("Exu! O Ifá nas entrelinhas dos odus"). Exu exerce a função de mensageiro entre homens e orixás, "costurando" as respostas dadas pelos odus. No trecho seguinte são citados o "olobé", uma das qualidades de Exu, que associada a divindade às lâminas, às ambivalências da vida, aos cortes necessários para os preparos de alimentos e oferendas; e o padê, a oferenda preparada para Exu ("Preceitos, fundamentos, Olobé / Prepara o padê pro meu axé"). A primeira parte do samba finaliza com um falso refrão que remete à quarta chave do enredo, em que são lembradas as facetas de Exu ligadas à boemia. Também são citadas outras entidades das ruas como Zé Pelintra e Maria Padilha ("Exu Caveira, Sete Saias, Catacumba / É no toque da macumba, saravá, alafiá! / Seu Zé, malandro da encruzilhada / Padilha da saia rodada, Ê Mojubá! / Sou Capa Preta, Tiriri, sou Tranca Rua / Amei o sol, amei a lua, Marabô, alafiá! / Eu sou do carteado e da quebrada / Sou do fogo e gargalhada, ê Mojubá!"). Mojubá é a saudação para Exu. O trecho também faz referência ao ponto de Tranca Ruas, "Eu Amei Alguém".
A quinta chave do enredo, sobre festas e carnaval, é contemplada no início da segunda parte do samba, que começa fazendo referência à outro ponto de Exu Tranca Rua, "Ô luar, ô luar", que também foi utilizado no samba de 1993 da Grande Rio. O trecho também cita a segunda-feira, dia consagrado à Exu; faz uma analogia entre o surdo de terceira e a divindade homenageada; e lembra Cacilda de Assis, ialorixá que mantinha um bloco carnavalesco durante a década de 1960, onde desfilava incorporada do Seu Sete da Lira ("Ô, luar, ô, luar, catiço reinando na segunda-feira / Ô, luar, dobra o surdo de terceira / Pra saudar os guardiões da favela / Eu sou da Lira e meu bloco é sentinela"). A seguir, o samba remete à sexta chave do enredo, sobre Exu nas artes. O trecho utiliza a melodia do ponto "Deu Meia Noite", enquanto a letra remete à música "Exu nas Escolas", gravada por Elza Soares ("Laroyê, laroyê, laroyê! / É poesia na escola e no sertão"). O verso seguinte remete à sétima chave do enredo, que aborda a energia de moradores de rua, fazendo alusão ao Profeta Gentileza e à Estamira ("A voz do povo, profeta das ruas / Tantas Estamiras desse chão / Laroyê, laroyê, laroyê! / As sete chaves vêm abrir meu caminhar / À meia-noite ou no Sol do alvorecer pra confirmar"). O samba finaliza com um falso refrão ("Adakê Exu! Exu, ê Odará / Ê Bará ô, Elegbará! / Lá na encruza, a esperança acendeu / Firmei o ponto, Grande Rio sou eu! / Adakê Exu! Exu, ê Odará / Ê Bará ô, Elegbará! / Lá na encruza, onde a flor nasceu raiz / Eu levo fé nesse povo que diz..."). "Adakê Exu" significa Rei Exu. Odará, Bará e Elegbará são os títulos que representam atributos de Exu. O último verso do falso refrão se liga ao primeiro verso do samba ("Eu levo fé nesse povo que diz... Boa noite, moça! Boa noite, moço!") dando ideia de continuidade, como a energia cíclica atribuída a Exu.

## O desfile
A Grande Rio foi a quinta escola a se apresentar na segunda noite do Grupo Especial, iniciando seu desfile na madrugada de 24 de abril de 2022. Segundo o carnavalesco Leonardo Bora, "o desfile foi pensado para ser um grande despacho. Um choque elétrico contra todo esse horror que está ai no mundo e no nosso país. Em defesa daquilo que a gente acredita, contra o racismo religioso e o processo histórico que demonizou Exu, para cantar a vida". Abaixo, o roteiro do desfile e o contexto das alegorias e fantasias apresentadas.
| Roteiro |
| Setor/Chave 1: "Criação e Encruzilhada" |
| --- |
| Comissão de frente: "Câmbio, Exu" A proposta da comissão é o olhar de Estamira, catadora do lixão de Jardim Gramacho, em Duque de Caxias, que parecia se comunicar com Exu. Os desenhos coreográficos, figurinos e o elemento alegórico representam o universo imaginário de Estamira, onde Exu, com o seu poder transformador, recria um mundo que estava devastado, dando voz aos que historicamente foram silenciados e mostrando a força da resistência afro-diaspórica. Durante a apresentação, bailarinos sobem em cabaças que se movimentam sozinhas, evocando a simbologia da criação do mundo, uma vez que Exu é o "Senhor da Terceira Cabaça" (IgbáKetá). Interpretando Exu, o ator Demerson D'Alvaro sobe no elemento alegórico que representa um globo terrestre segurado por uma mão. Em cima do Globo, ele come o padê oferecido a Exu. |
| Guardiões do primeiro casal: "Èsù Òkòtó: Força e Movimento Cósmico" Os guardiões expressam o movimento circular, espiralado, da criação do cosmo. O figurino evoca a simbologia de "Exu Okotô", o "Senhor do Caracol", do dinamismo, da evolução e da rotatividade. Os simbolismos do caracol unem Exu e Oxalá, opostos complementares, energias que, cruzadas, propõem o equilíbrio cósmico. Por isso, as fantasias mesclam o branco e o prata, associados a Oxalá, e os tons incandescentes, alaranjados, associados a Exu e aos primórdios do planeta. Nas cabeças, as galinhas d’angola remetem às cosmogonias africanas e ao mais difundido mito da criação afro-brasileiro, que diz que em tempos imemoriais, uma ave de cinco dedos ciscou e semeou os continentes, fazendo surgir a crosta terrestre. |
| Primeiro casal de mestre-sala e porta-bandeira (Daniel Werneck e Taciana Couto): "A Criação" Os figurinos desenhados pelos carnavalescos, e confeccionados pelo Atelier Aquarela Carioca, remetem ao mito da criação do mundo segundo as cosmogonias africanas. Um dos mais difundidos mitos de Ifá conta que Olodumarê teria confiado a Oxalufã a tarefa de criar o mundo, sendo que antes de dar início à criação, Oxalufã precisaria fazer uma oferenda a Exu. No entanto, a oferenda não foi feita. Isso despertou o espírito transgressor de Exu, que levou Oxalufã a se embriagar com vinho de palma, adormecendo e não efetivando a sagrada missão de criar o mundo. Olodumaré, então, concedeu o privilégio da criação à Oduduwa. A fantasia de Daniel dialoga com os fundamentos de Exu Lálú, que veste roupas brancas e é considerado o "justo mensageiro de Oxalá"; há também referências a Exu Okotô, o "Senhor do caracol", e ao poder cósmico de Olodumaré, o que justifica a profusão de brilhos. A fantasia de Taciana evoca o imaginário complexo de Oduduwa e o brilho incandescente da Terra em formação, contraste matizado pelas cores das penas das galinhas d’angola (preto e branco), que deu origem às pinturas (feitas com efum, uáji e ossum) que recobrem a pele dos iniciados no candomblé, yaôs. O tom alaranjado intensifica o jogo de contrastes. |
| Ala 1: "Mar de Dendê" A primeira ala representa, com símbolos espiralados e cores intensas, as potências de Exu em trânsito, na encruzilhada "África-Brasil", simbolizando um cortejo de exus africanos em direção ao território brasileiro. As fantasias expressam a ideia-base de que o Oceano Atlântico pode ser lido como uma encruzilhada, ao longo do processo histórico chamado de "diáspora africana". Baseado na obra dos pesquisadores Luiz Antonio Simas e Luiz Rufino, que apontam que o Atlântico é a maior encruzilhada do globo. O sociólogo Paul Gilroy fala em "Atlântico Negro": um espaço de violência (a escravidão negra) e um emaranhado de rotas (Rufino fala em pontos riscados) para a reinvenção de culturas, em terras "amefricanas" (termo de Lélia Gonzalez). Na visão onírica da abertura do desfile, Exu, guiado por Iemanjá, baila entre peixes irreais que exibem o Ogó, bastão que simboliza a potência e a fertilidade. A ala apresenta dois conjuntos de fantasias, "Mar" e "Exu africano", sendo que o figurino "Exu africano" apresenta três variações de "cabeças". Tais cabeças expressam a diversidade de cultos existentes nos territórios africanos, destacando-se as influências culturais Ketus/Iorubás (Èsù, cabeça em forma de corno); Bantos (Aluvaiá e Mpambu Njila / Bombogira, cabeça com máscara e chifres) e Jejes/Fons (Legba / Elegbara, cabeça com três ogós). A fantasia "Mar" é inspirada nas vestes dos bate-bolas do tipo "bujão". Há, ainda, diálogos com as estamparias Bakuba e com proposições da moda contemporânea – daí a opção por materiais plásticos e cores cítricas, construindo um todo cromaticamente intenso e intencionalmente descolado da literalidade e do real. As produções artísticas de nomes como Ayrson Heráclito e Rosana Paulino também inspiram as propostas visuais e discursivas da ala. |
| Destaque de Chão/Musa - Monique Alfradique: "Faísca" A fantasia da musa expressa o imaginário de que Exu é dinamismo, movimento, explosão criativa capaz de desestabilizar padrões acomodados. Exu precede toda criação, podendo ser lido como a centelha inicial capaz de incendiar o mundo. Faísca lançada ao cosmo, fogo que ferve o dendê, no mar da encruzilhada atlântica. |
| Alegoria 1: "A Grande Encruzilhada: Barca dos Exus e Assentamento" O carro abre-alas da Grande Rio alegoriza o processo de fusões culturais que levou Elegbara, Mavambo, Aluvaiá, Bombogira e tantos outros deuses cultuados de formas distintas na África a se fundiram em uma só entidade, Exu. A alegoria, dividida em três chassis, "atravessa um mar de fogo" (como canta o ponto materializado na voz de Lia de Itamaracá) e cruza a Marquês de Sapucaí enquanto "grande encruzilhada e assentamento". A poeta e professora Leda Maria Martins ensina que as encruzilhadas são utilizadas como uma metáfora para os debates pós-coloniais e para os estudos culturais que consideram o encontro e o cruzo como formas de constituição dos sujeitos e das culturas. As encruzilhadas, para a autora, são espaços de troca, um fluxo contínuo e permanente que forma a amálgama do ser/estar refletida não só no espaço social, mas também nos corpos. Já Luiz Antonio Simas e Luiz Rufino entendem que as encruzilhadas são "lugares de encantamento para todos os povos." Para eles, "o Atlântico é uma gigantesca encruzilhada. Por ela atravessaram sabedorias de outras terras que vieram inventadas nos corpos, suportes de memórias e de experiências múltiplas que lançadas na via do não retorno, da desterritorialização e do despedaçamento cognitivo e identitário, reconstruíram-se no próprio curso, no transe, reinventando a si e ao mundo." Nesse sentido, a diáspora africana também é lida como encruzilhada. Segundo Rufino, "a diáspora africana é encruzilhada, assentamento e terreiro."Primeiro chassi do carro abre-alas com as bocarras dianteiras e esculturas de peixes.Visão geral do segundo chassi, a "Barca dos Exus". Ao tratar do transporte de escravizados ao Brasil, a alegoria subverte a lógica colonial e não se utiliza de signos associados à escravidão, exaltando a energia de Exu em uma barca carnavalizada que transcende o tempo e o espaço. A opção pela simbologia da barca, no caso do primeiro e do segundo chassis, se deu em razão da forte presença de "barcas de Exus" no imaginário artístico brasileiro – destacando-se as criações de José Alves de Olinda (inspirações para a arquitetura cênica), Alentícia Bertoza e Adir Botelho. Trata-se de uma barca espectral (daí a opção pelo uso do metaloide), que flutua sobre um "oceano de trouxinhas" (a simbologia da viagem, a visão dos andarilhos) e amarrações em tons de fogo. Em meio a Exus guerreiros, a "tripulação" da nave não tem corpos definidos, mas formas irreais, mágicas, como se fossem a pura energia, espíritos em movimento, cintilantes, entre "engrenagens". As "velas" da embarcação são enormes bandeiras que saúdam as diferentes potências de Exu. As criaturas que circundam a barca, peças escultóricas de Marina Vergara, são inspiradas em diferentes etnias e cosmogonias africanas. À frente da barca, vêm bocarras dianteiras, num misto de dragões marinhos e crocodilos de Olossá (divindade do panteão Iorubá que governa as lagoas africanas que desembocam no Atlântico) e de Exu Ajelé. As esculturas de peixes com formas e pinturas não realistas são inspiradas em máscaras dos povos Senufôs e em criações dos povos Igbós expostas no Museu do Quai Branly, em Paris. Os Exus que "cavalgam" as criaturas frontais são inspirados em estatuetas de bronze do Daomé e de Angola. Os Exus que empunham lanças, na barca, são releituras das criações do Mestre Zé Alves de Olinda. O terceiro chassi, intitulado "Assentamento", é uma espécie de altar ou palácio em homenagem à força dos Exus africanos, daí a presença de grandes esculturas adornadas com búzios, peças que são uma amálgama de referências de diferentes estátuas de Exu produzidas no continente africano – há, inclusive, elementos dos Exus que pertencem à coleção do Museu de Arte de São Paulo. Os movimentos giratórios reforçam o dinamismo, bem como os andaimes e as estruturas em ferro aparente (também presentes no primeiro chassi) sugerem a ideia de construção, devir e inacabamento, pilares para a compreensão da visão exusíaca de mundo. Emoldurando o tabuleiro de Ifá (que simbolicamente representa a circunferência do mundo e exibe, ao centro, brasões estilizados da Grande Rio), veem-se duas colunas inspiradas nas esculturas de Kifouli Dossou – peças que unem o símbolo do infinito a animais sagrados para cultos e oferendas. As ferramentas em ferro exibem tridentes, que, de acordo com as interpretações mais difundidas, simbolizam a fusão dos quatro elementos essenciais para a vida: água, fogo e ar (as pontas dos "garfos", os tridentes em si); e terra (o "cabo" que se conecta ao solo, às oferendas, às demais ferramentas sagradas). O terceiro chassi é intencionalmente simétrico ou espelhado: "frente" e "fundo" são iguais, o que expressa, mais uma vez, a noção de circularidade – o eterno retorno, a espiral, o fim que também é começo, os fluxos e refluxos de que fala Pierre Verger. Destaques e composições – Primeiro chassi: Destaque central baixo: Bruna Dias (Fantasia: Cavalos marinhos) Destaques laterais baixos: Fantasia Súditas de Olossá Destaques e composições - Segundo chassi: Destaque central médio: Luana Pires (Fantasia: Senhora das encruzilhadas) Destaque performático alto: Rafael Bqueer (Fantasia: Explosão de Odará) Composições teatralizadas queijos laterais: Fantasia Mar de dendê Composições teatralizadas barca: Fantasia Energia de Exu Destaques e composições – Terceiro chassi: Destaque performático alto: Cridemar Aquino (Fantasia: Dono do Corpo, Senhor dos Caminhos) Semidestaques laterais: Fantasia Espirais do axé Composições masculinas queijos e plataforma: Fantasia Guardiões de L’Onan, o Senhor dos Caminhos Composições femininas queijos e plataforma: Fantasia Faces de Elegbara Composições teatralizadas assentamento e andaimes: Fantasia Súditos de Exu |
| Setor/Chave 2: "Raiz da Liberdade" |
| Ala 2: "Exu Caboclo" Nas Américas, os Exus africanos se metamorfosearam, passando por processos de hibridismos e fusões culturais. No Brasil, o louvor aos orixás se uniu aos rituais indígenas, intercâmbio que reconfigurou identidades e contribuiu para o espraiamento das práticas religiosas afro-ameríndias. A fantasia da ala dialoga com as vestes dos Caboclos de Lança do Maracatu Rural pernambucano. Nas cabeças, as carrancas sintetizam o imaginário sincrético: muito populares no Nordeste brasileiro, expressam saberes e técnicas ancestrais, ocupando, por vezes, posições destacadas em assentamentos e altares dedicados a Exu. São as carrancas objetos votivos utilizados para pedir proteção, na entrada das casas e comércios, na proa das embarcações e nos próprios terreiros – uma forma de afastar o "mau olhado" e os olhos maus do racismo religioso. No adereço de mão, a presença de uma cabeça de bode, animal utilizado em rituais e que simboliza, desde os tempos imemoriais e em diversas culturas do globo, resistência, adaptação, força e fecundidade. |
| Ala 3 (Baianas): "Ventou no Canavial" O nome da fantasia faz referência a um ponto dedicado a Exu: "Ventou no canavial / E um trovão lá no céu ecoou / Salve Iansã e Xangô / Salve a coroa de Exu Marabô". As fantasias simbolizam Exu enquanto força que, unida à justiça de Xangô e à intempestividade de Iansã, conduziu milhares de escravizados e quilombolas à luta pela liberdade. Colocar fogo no canavial era um ato de insubmissão e uma estratégia utilizada por escravizados quando das fugas para os quilombos. Nas saias das baianas são utilizadas cores quentes, remetendo ao fogo. Os abanos de vime são borboletas de Iansã, símbolos de transformação. As estamparias foram desenvolvidas pelo designer Toín Gonzaga. A cana-de-açúcar, também simbolizada na fantasia, é um alimento associado a Exu e utilizado em oferendas e rituais específicos. |
| Ala 4: "Cabeças de Zumbi" A fantasia referencia Zumbi dos Palmares. O historiador Danilo Marques conta, em seu livro "Sob a 'sombra' de Palmares: escravidão e resistência no século XIX", que após a captura de Zumbi, cuja cabeça precisava ser exposta enquanto troféu, não findaram as ideias de luta e resistência associadas a Palmares. No conto "A cabeça de Zumbi", publicado no livro "Elegbara" e, depois, na coletânea "Questão de Pele", Alberto Mussa cruza mito e realidade e literariamente propõe que a cabeça de Zumbi era inapreensível, posto que Zumbi não era apenas um corpo físico, mas uma ideia, um corpo coletivo, uma energia pensante que teimava em resistir na coragem do povo negro. As fantasias simbolizam um exército de guerreiros quilombolas, com lanças e escudos. O colorido e os grafismos das fantasias são inspirados nas criações do desenhista Marcelo D'Salete, autor de "Angola Janga", romance gráfico que narra a história de Palmares. |
| Destaque de Chão/Musa - Mileide Mihaile: "Pedra de Laterita" Exu é associado à laterita vermelha, um tipo de solo ferroso de onde são extraídas pedras de tom alaranjado. |
| Tripé 1: "Exu Palmares".Tripé 1: "Exu Palmares" Condensando a ideia de que a figura mítica de Zumbi dos Palmares pode ser associada às potências de Exu, o tripé alegoricamente representa um altar em homenagem aos líderes de Palmares e à força telúrica de Exu, divindade que, em alguns territórios africanos, é representado enquanto monte de terra – um literal assentamento, com a face insinuada no solo e a presença de um falo primitivo. Zumbi, na visão do enredo e como mencionado no samba, se transforma em "Exu Agbá" (ÈsùÀgbà), ou seja, o Exu ancestral, guardião da sabedoria daqueles que já partiram. A ideia de um “Zumbi-Exu” se faz presente, também, nos estudos de Christina Ramalho e Luciara de Mendonça, que partem das reflexões tecidas por Conceição Evaristo acerca do conto "A Cabeça de Zumbi", de Alberto Mussa, para associar o conto do autor de "Elegbara" a pesquisadores que descrevem a figura de Exu, como Roger Bastide e Pierre Verger. Elas entendem que a conexão com o mundo espiritual, a esperteza de se embrenhar nas brechas e frestas e a proteção aos seus produzem uma cruza entre as duas figuras de Zumbi e Exu. No tripé, o símbolo "exusíaco" do bode se une a visões estilizadas de onças e grandes "cabeças-assentamentos" que brotam de um solo de esteiras de palha, raízes e estampas gráficas – criações de Toín Gonzaga, artista que também assina os experimentais (com a utilização de argila e fios tingidos naturalmente) figurinos dos destaques Zumbi e Dandara (heroína que preferiu morrer, atirando-se de um penhasco, a ser escravizada). Ao fundo, os besouros expressam a ideia de força e evocam a memória do capoeirista Besouro Mangangá. Zumbi é interpretado pelo professor, advogado e ativista do Movimento Negro de Caxias Renato Ferreira. Destaque central baixo: Renato Ferreira (Fantasia: Zumbi) / Destaque central alto: Gilca Soares (Fantasia: Dandara) |
| Setor/Chave 3: "Terreiro e Mercado" |
| Ala 5: "Oráculo de Ifá" A ala representa a importância de Exu para o Oráculo de Ifá, que é uma filosofia e culto divinatório de matriz Iorubá. A fantasia tem predominio de tons claros em referência aos búzios e à energia de Orunmilá. As saias dos dialogam com os adjás, instrumentos de metal utilizados pelos sacerdotes para chamar os Orixás. O tecido estampado com triângulos é uma releitura de uma estamparia bastante utilizada no desfile de 1994 da Grande Rio, quando a escola desfiou com o enredo "Os Santos que a África não viu". |
| Ala 6: "Padê" A ala representa o padê, uma oferenda entregue a Exu como forma de pedido ou agradecimento. Geralmente é feita em um alguidar e tem como base a farinha de mandioca e o azeite de dendê, adicionando-se outros elementos, a depender dos pedidos feitos pelas manifestações de Exu. A fantasia enfatiza as cores do dendê e destaca a presença das pimentas, facilmente associáveis ao imaginário de Exu. Na cabeça, os desfilantes exibem padês cenográficos. O adereço de mão apresenta um galo, fragmento do painel "Exu", do artista plástico J. Cunha. |
| Ala 7: "Feira de Olojá" A ala simboliza Exu em sua faceta de Olojá, o "Senhor do Mercado", divindade que rege as trocas simbólicas e financeiras, os movimentos dos transeuntes e a circulação de elementos. Luiz Antonio Simas e Antônio Rufino entendem que terreiros e mercados se misturam – o que fica mais do que evidente quando pensamos que alguns mercados públicos, como os de Porto Alegre e Santo Amaro da Purificação, possuem assentamentos de Exu. A diversidade de cores, cheiros, sons, e texturas de uma feira é representada por meio de uma ala híbrida, com quatro variações de figurinos (dois femininos e dois masculinos). As roupas apresentam, ainda, variações de chapéus, o que torna o conjunto intencionalmente misturado, algo condizente com o espírito exusíaco. Novamente são utilizados tecidos com triângulos multicores, numa reinterpretação de estampas apresentadas no desfile de 1994 da Grande Rio. |
| Grupo Performático: "Xirê" A ala representa um xirê, um bailado festivo que reúne vários orixás. A ala integra o setor uma vez que, para se preparar uma grande festa, é fundamental a circulação pelos mercados e a compra e a troca de alimentos e produtos. A fim de expressar a mistura entre terreiros e mercados, o grupo coreografado por Fábio Batista apresenta dezesseis orixás (Exu, Oxalá, Iemanjá, Xangô, Oxum, Oxóssi, Nanã, Omolu, Oxumaré, Ogum, Logun Edé, Ewá, Obá, Ossain, Irôko e Iansã) devidamente descalços, com vestes inspiradas nas aquarelas do pintor Carybé. As estampas nas vestimentas foram reinterpretadas pelo designer Toín Gonzaga. |
| Destaque de Chão/Musa - Camilla de Lucas: "Pimenta e Dendê" A fantasia da musa mistura dois elementos fundamentais para as oferendas a Exu: pimenta e dendê. A roupa conversa com vestes cerimoniais da costa africana e expressa o colorido dos mercados, e a profusão de temperos e perfumes. |
| Alegoria 2: "Chão de Terreiro, Axé no Mercado" A segunda alegoria celebra Exu enquanto Senhor do Mercado (Olojá), Senhor das Oferendas (Elebó), Senhor da faca (Olobé) e Vigia dos Odus (Odusô). Exu é a entidade que rege as trocas e dinamiza a vida social dos terreiros. Segundo Luiz Antonio Simas, "as ruas são de Exu em dias de festa e feira." Para a preparação das oferendas, faz-se necessário o trânsito por feiras e mercados. Para Simas e Luiz Rufino, "o cruzamento das noções de terreiro com a de mercado, a partir dos efeitos de determinados saberes praticados na diáspora africana, alarga tanto a noção de terreiro como a de mercado." Estabelecida a conexão entre terreiros e mercados, ergue-se um carro alegórico que funde elementos de uma Casa de Santo com a profusão de formas e cores de um mercado popular. Na parte dianteira da alegoria, vê-se enormes padês cenográficos arriados em homenagem às divindades que regem as trocas. Nas coroas de Exu e Oxalá, o equilíbrio de opostos complementares, elementos decorativos que adornam os pálios de um cortejo de Exus montados em bodes. Ogãs, zeladores e filhos de Santo do Ilê Axé Monadeuy bailam em um espaço cenográfico remetendo à visão do interior do barracão da Casa Branca do Engenho Velho, terreiro fundado na década de 1830, em Salvador. Uma grande coroa exibe as comidas sagradas dessas divindades. Na segunda e maior parte da alegoria, bancas e barracas compõem um todo inspirado nas instalações do artista ganense Ibrahim Mahama, que já se utilizou de caixotes de feira para criar obras gigantescas, de forte impacto visual. Mais de dois mil caixotes de madeira foram utilizados para a composição cenográfica do carro. As esculturas com formas humanas estilizadas, cujas pinturas simulam a madeira, foram confeccionadas por Andréa Vieira e são inspiradas numa escultura de madeira do povo Fon, de autoria desconhecida, intitulada "Assento Real", exposta no Museu do Quai Branly, em Paris. A peça representa pessoas executando diferentes atividades, como se estivessem em uma festa ou em uma feira. Destaques e composições Destaques centrais baixos: Babá Adailton Moreira (Babalorixá do Ilê Omiojuarô), Flávia Oliveira (jornalista), Luiz Bangbala (ogã vivo mais antigo do Brasil, com 102 anos), Luiza Maria (Mameto Monadeuy), Maria Eni Souza (Makota Arrungindala) e vestem roupas cerimoniais (Herança do Axé) Destaque central médio: Danyllo Gayer (Fantasia: "O Ifá nas entrelinhas dos Odus") Destaque performático alto: Átila Bee (Fantasia: Senhor dos Mercados) Composições frontais bailado: Ogãs, zeladores e filhos de Santo do Ilê Axé Monadeuy (Fantasia: Roupas cerimoniais) Composições laterais: Fantasia Os segredos dos temperos Composições teatralizadas: Fantasia Mercadores e feirantes |
| Setor/Chave 4: "Alma das Ruas, Noites da Lapa" |
| Ala 8: "Povo da Calunga Pequena" A ala simboliza o universo das entidades que trabalham com a "energia do cemitério": aquelas da "linha dos caveiras" (Seu João Caveira, Exu-Caveira, Rosa-Caveira, Tata-Caveira, etc.) e da "linha das catacumbas" (Maria Padilha das Sete Catacumbas, Seu Sete Catacumbas, etc.,). O objetivo é desmistificar um universo considerado sombrio e mostrar que em diversas culturas as ideias de festa e morte não são antagônicas. Segundo a "Enciclopédia Brasileira da Diáspora Africana", de Nei Lopes, a etimologia da palavra "Calunga" vem do banto "Kalunga", que significa "grandeza, imensidão, o mar, a morte". Como informam Luiz Antonio Simas e Antônio Rufino, o Atlântico era chamado de "Calunga Grande", no sentido de "grande cemitério"; enquanto os cemitérios físicos, localizados em terra, ficaram conhecidos como "calunga pequena". Daí o nome da fantasia. A capa do disco "Carnaval 68", lançado para a folia de 1968, serviu de base para a construção visual da fantasia. A capa do LP estampa uma fotografia de foliões, na Avenida Presidente Vargas, usando máscaras de caveiras e vestes alaranjadas. Também foram usadas como referência para a fantasia algumas criações de João Pimenta. O estilista já apresentou trabalhos que conversam com as temáticas de Exu, o que justifica a ponte com o mundo da moda. |
| Ala 9 (LGBTQIA+): "Pombagira Cigana" Ao se espalharem pelo mundo, os ciganos foram modificando as suas próprias formas de vivência e se adaptando a cada território, principalmente no campo religioso, absorvendo elementos de distintas matrizes religiosas. No caso de algumas umbandas nota-se que o culto ao povo cigano pode ocorrer conjuntamente ou em separado das giras de Exu. No caso do culto cigano unido a Exu, algumas entidades femininas se manifestam como "pombagiras ciganas", resultado da cruza entre rituais dos povos africanos e cultos dos povos ciganos. O imaginário popular associa os ciganos à fartura, à riqueza, ao intenso colorido e às ligações com baralhos, moedas, flores e lenços – elementos que dão contornos e brilhos à fantasia da ala LGBTQIA+ da Grande Rio, informalmente conhecida como "ala dos leques". A fantasia é formada de sete saias, com cartas de baralho cigano nas cabeças. |
| Ala 10 (Passistas): "Reis e Rainhas da Rua" A ala de passistas da Grande Rio faz referência à Seu Tranca Rua e Maria Padilha. A fantasia masculina usa elementos visuais como capa e cartola, muito associados ao imaginário dos Exus Catiços. Unido à cartola, vê-se um galo – interpretação poética para o ponto de Tranca Rua: "Deu meia-noite, o galo já cantou / Seu Tranca Rua que é o dono da gira / Oi, corre gira, que Ogum mandou!". As estampas, criadas por Toín Gonzaga, exibem grafismos que brincam com as formas de galos. O corte do paletó e as combinações cromáticas remetem à criações do estilista João Pimenta. A fantasia feminina simboliza o imaginário de Maria Padilha e se inspira em narrativas que descrevem episódios e façanhas da vida terrena da entidade, como o trânsito pela corte espanhola, os baús de ouro, as paixões, e a mistura com o imaginário da ópera Carmen de Bizet. As passistas desfilam segurando taças de bebida e com rosas vermelhas adornando suas cabeças. Coordenadores da ala, Marisa Furacão e Avelino Ribeiro desfilam apresentando os passistas. |
| Rainha da Bateria - Paolla Oliveira: "Sou do Fogo e Gargalhada" O figurino, confeccionado por Michelly X, evoca a magia das Pombagiras que levam homens e mulheres ao delírio, à embriaguez e aos jogos de sedução. O nome da fantasia foi retirado de um verso do samba-enredo da escola: "Eu sou do carteado e da quebrada, sou do fogo e gargalhada... Ê, Mojubá!". |
| Ala 11 (Bateria): "Nunca Foi Sorte, Sempre Foi Exu" A fantasia simboliza o imaginário das jogatinas, destacando a imagem do coringa, a carta que pode virar a mesa, o golpe do destino. Propõe-se, com as cores e formas da indumentária, uma associação entre Exu e Mattaccino, personagem da Commedia Dell Arte veneziana que é comparado ao trickster, na tradição de Arlequim. As capas das fantasias exibem quatro variações de estampas de cartas confeccionadas especialmente pelo designer Toín Gonzaga e que homenageiam as entidades Zé Pelintra, Maria Padilha, Tranca Rua e o transformista Madame Satã. Os gorros são bicolores, expressando uma das mais famosas histórias que envolvem Exu – aquela segundo a qual, para desafiar o olhar das pessoas, destronar os sábios e fazer traquinagens, Exu veste um capuz metade vermelho e metade preto. A depender da posição de quem vê, a roupa muda de cor, o que tende a gerar discussões acaloradas. |
| "Ala 12: Gira de Malandro" A tradicional ala coreografada por Bira Dance desfila com sete variações de paletós, representando a nata da malandragem. Exu se manifesta no espírito da malandragem, uma das linhas mais cultuadas nas macumbas cariocas. Chapéu de palhinha, anel de São Jorge, gravata, paletó, camisa engomada, sapato bicolor e um cravo na lapela compõem os figurinos. |
| Destaque de Chão/Musa - Karen Lopes: "Rosa Vermelha" A musa representa as rosas vermelhas, símbolos de passionalidade e sedução, que são associadas ao imaginário das pombagiras. Há, inclusive, a pombagira "Rosa Vermelha". |
| Ala 13: "Damas da Noite" A fantasia da ala homenageia as prostituas que se tornam Pombagiras e o universo dos bordéis e cabarés, espaços de intensa vida noturna marcados por histórias de paixões e pelo exercício da sexualidade. O figurino é inspirado no imaginário das noites parisienses, destacando a presença de uma sombrinha em forma de abajur. O objetivo é mostrar uma outra linha de figurinos de Pombagiras, diferentes dos acentos flamencos de Maria Padilha. Trata-se, ainda, do retorno da tradicional ala de damas da Grande Rio. |
| Grupo Performático (Travestis e Mulheres e Trans): "Espírito da Lapa" A ala faz referência ao bairro da Lapa, na cidade do Rio de Janeiro, cenário para histórias de paixões e dramas que ocupam o imaginário nacional em produções literárias e audiovisuais. Retomando uma tradição do início da década de 1990, a Grande Rio apresenta um grupo formado por travestis e mulheres trans. Ao defender múltiplas possibilidades e identidades, a escola reverencia alguns dos principais aspectos da visão exusíaca de mundo, marcada pela pluralidade que não se curva aos padrões. |
| Ala 14 (Velha Guarda): "Zé Pelintra e Maria Navalha" Os homens da Velha Guarda da Grande Rio vestem o figurino característico de Zé Pelintra: Terno de linho branco, sapatos de cromo, chapéu panamá e gravata vermelha. Enquanto as mulheres representam Maria Navalha, também com roupas nas cores vermelho e branco. Segundo a tradição oral, Pelintra e Navalha moram na Lapa, no Rio de Janeiro, reduto da boemia carioca, exaltado no quarto setor do desfile. |
| Destaque de Chão/Musa - Adriana Bombom: "Fio da Navalha" A musa represente Maria Navalha e a ousadia das mulheres malandras que derrubam homens, machismos e mitos, e despertam as mais ardentes paixões pelas bandas da Lapa. Diz o ditado que Exu caminha no "fio da navalha!". |
| Alegoria 3: "Reinado Catiço" A terceira alegoria, "Reinado Catiço" é um altar em devoção ao Povo da Rua e uma celebração dos espaços que cercam este universo (cabarés, botequins, cassinos, etc). A parte frontal do carro é inspirada na instalação "O Cortejo", de Nelson Leirner, e na estética das lojas de artigos de Umbanda. Onze imagens de Exus e Pombagiras, posicionadas sobre platôs e intencionalmente sobrepostas, corporificam um peji, um terreiro ambulante que expõe esculturas talhadas por Marina Vergara. Entre as onze entidades esculturadas estão Maria Padilha, Seu Tranca Rua, Seu Zé Pelintra, Dona Maria Navalha, Pombagira Cigana, Dona Sete Saias, Seu Capa Preta, Pombagira Rainha das Sete Encruzilhadas, Seu Sete da Lira, Exu Malandro das Almas e Pombagira da Figueira. Compondo a cenografia, de maneira análoga ao que é observado nos altares dedicados aos Exus Catiços, notam-se objetos que ajudam a contar a história dessas entidades: anéis, batons, camafeus, moedas, taças, navalhas, frascos de perfumes, rosas, etc. As cenografias laterais da alegoria estilizam os Arcos da Lapa, geralmente associados às ideias de boemia, samba, vida noturna e "espírito carioca". Na parte baixa das laterais do carro, alguns integrantes da Velha-Guarda da escola desfilam sentados em mesas de bar, enquanto componentes, teatralizados por André Lúcio Oliveira, representam entidades do Povo da Rua nas varandas dos Arcos. Enfatizando o aspecto "urbano" do carro, letreiros luminosos, em neon, colorem os Arcos com nomes de Exus e Pombagiras. As paredes dos Arcos receberam intervenções da artista Ju Angelino, cujo trabalho dialoga com a força das Pombagiras. Na parte superior do carro é enfeitada por elementos ligados ao universo das jogatinas: dados, cartas e bolas de bilhar, além de uma lua, ao estilo Art Nouveau, que dialoga com a memória da própria Grande Rio, que no carnaval de 1993 realizou um desfile sobre os mistérios lunares. Na ocasião, o samba evocava o ponto de Tranca Ruas, assim como o samba de 2022 também o faz. O fundo do carro apresenta um "altar de botequim" que une Santo Antônio, sincretizado com Exu, e São Jorge, sincretizado com Ogum, nas macumbas cariocas. Destaques e composições Destaque central alto: Enoque Silva (Fantasia: Luz da Lua, luz das ruas) Destaque central baixo: Ana Beatriz Genuncio (Fantasia: Coração pulsante) Destaque performático alto (Lua): Guilherme Linhares (Fantasia: Rei da Noite) Destaque lateral baixo (esquerda): Priscilla Levinson (Fantasia: Perfume de rosas) Destaque lateral baixo (direita): Luciana Monteiro (Fantasia: Sedução lilás) Destaque lateral médio (esquerda): Pepita (Fantasia: Joia do cabaré) Destaque lateral médio (direita): Cidinha Oliveira (Fantasia: Magia cigana) Destaque traseiro alto (esquerda): Rafael Faria (Fantasia: Exu Marabô) Destaque traseiro alto (direita): Ton Brício (Fantasia: Exu Tiriri) Composições femininas (dados): Fantasia Sorte no jogo Composições botequim: Velha-Guarda (Zé Pelintra e Maria Navalha) Composições teatralizadas (Arcos da Lapa): Fantasia: Povo da Rua |
| Setor/Chave 5: "Festas, Folias, Carnavais" |
| Ala 15: "Exu Mirim" A ala simboliza o espírito infantil e travesso do conjunto de entidades conhecidas como Exu-Mirim. São espíritos de crianças que se manifestam nas giras dedicadas ao "Povo da Rua" na Umbanda. São diversos os nomes atribuídos aos Exus Mirins, a depender do lugar e das características de cada terreiro. Para a composição da fantasia, foi utilizada a imagem de Exu Brasinha, um caso de hibridismo cultural: a apropriação de um personagem dos quadrinhos norteamericanos, popular nas décadas de 1970 e 1980, e a posterior transformação e ressignificação dele, nas giras de umbanda, em uma imagem debochada, jocosa, de Exu. A fantasia estabelece uma conexão entre as folias da infância e a paixão pelo futebol. Serviu de inspiração para compor a ala, o projeto artístico "Reconstruindo Exu", de Alexandre Furtado e Leopoldo Tauffenbach, que associa o espírito "brincalhão" de Exu Mirim ao futebol, mencionando o fato de que Brasinha (o Exu ou o personagem de HQs) se tornou mascote de alguns times, como o América carioca. |
| Ala 16 (Compositores): "Salve, Santo Antônio" A ala de compositores da Grande Rio representa Santo Antônio. Em diferentes localidades do Brasil, Exu foi sincretizado com Santo Antônio, daí a existência de vários pontos de macumba que saúdam o santo católico. O dia consagrado a Santo Antônio, 13 de junho, é também o dia comemorativo de Exu. Santo Antônio é conhecido como o "santo casamenteiro", assim como Exu também é especialista em amarrações amorosas. |
| Destaque de Chão/Muso - Gil do Vigor: "No Frevo do Amor" A fantasia de Gil faz referência à marchinha "No Frevo do Amor", gravada por Carmen Miranda na década de 1930 e evoca a ligação de Exu com o frevo. A letra da música diz que "Eu nasci em Pernambuco, terra de sol e calor / Onde o amor nasce do frevo e do frevo nasce o amor / Eu faço passo do urubu, sou do terreiro do grande Exu / E no cordão da Cambinda Velha, danço o maracatu!". |
| Ala 17: "Palhaços e Folia" A fantasia é inspirada nas roupas dos palhaços das Folias de Reis, populares em todo o Brasil. Os brincantes são associados, em muitas interpretações, a Exus. O pesquisador Diogo Goltara aponta que "o palhaço é constantemente relacionado à figura misteriosa de Exu. As cores, os chifres (...) são símbolos que saltam aos olhos no que concerne à semelhança entre estes seres." O autor informa, ainda, que os próprios nomes de alguns palhaços se assemelham a nomes de Exus Catiços. Na ala, componentes desfilam com chapéus/cabeças em forma de máscaras que simulam o trabalho em papier-mâché, técnica utilizada por mestres artesãos. São seis tipos de máscaras que contemplam outras festas e folias, como La Ursa, Zambiapunga, Caretas e Cavalhadas, além do Saci, personagem do folclore brasileiro que reúne as características de Exu, como o gorro vermelho e o gosto pelas travessuras. |
| Guardiões do Segundo Casal: "Afoxés" A fantasia dos guardiões do segundo casal de mestre-sala e porta-bandeira remete aos afoxés, manifestações culturais que expressam os trânsitos entre o sagrado e o profano. Os desfiles dos afoxés se popularizaram na Bahia, na segunda metade do século XIX, e se espalharam pelo Brasil como uma tradição construída em torno da afirmação da identidade dos povos de terreiro. No Rio de Janeiro, por exemplo, um dos grupos mais tradicionais é o Afoxé Filhos de Gandhi (quase homônimo do famoso afoxé baiano, Filhos de Gandhy, fundado em 1949), alocado na Zona Portuária, próximo ao Cais do Valongo. Antes de um afoxé sair às ruas, é oferecido um padê a Exu, pois ele é considerado o senhor dos caminhos e dono das ruas. Após uma cerimônia interna, o padê é despachado na rua e, somente assim, são iniciados os cortejos, que misturam danças de orixás e demais representações cênico-musicais. Os guardiões do segundo casal vestem a fantasia do fictício "Afoxé Filhos de Exu", nas cores do padê. |
| Segundo Casal de Mestre-sala e Porta-bandeira (Andrey Ricardo e Thauany Xavier): "Maracatus" As fantasias criadas pelos carnavalescos, e confeccionadas por Alex Castro, remetem aos Maracatus do tipo Nação ou de Baque Virado, expressões culturais sincréticas que ocupam as ruas de Pernambuco sob a forma de cortejos reais acompanhados de ritmistas. Símbolos da riqueza cultural dos povos afro-brasileiros, guardam, nos seus fundamentos, o louvor aos Orixás (tanto que os Maracatus já foram chamados de "Candomblés de Rua") e o culto a Exu. Antes de um cortejo de Maracatu "sair", é preciso arriar devidamente o padê, entoar os cantos em homenagem à entidade e pedir proteção e caminhos abertos. As relações são tão estreitas que os nomes de alguns maracatus são provenientes do culto a Exu ou mesmo definidos em função disso. A fantasia do casal, em cores que remetem ao imaginário de Exu e ao calor do carnaval pernambucano, representa os personagens mais importantes de um cortejo de Maracatu, o Rei e a Rainha. |
| Ala 18: "Bate-Bolas" A ala representa os grupos de bate-bolas e sua ligação ao culto de Exu. Segundo relatos da tradição oral, os brincantes iniciados em religiões afro-brasileiras, como umbanda e candomblé, devem necessariamente pedir licença a Exu e sair com a máscara levantada, ou seja, não podem cobrir o rosto – daí o porquê da fantasia da ala exibir as máscaras no alto das cabeças. Segundo Felipe Bragança, em matéria de 2014 para o "Le Monde Diplomatique Brasil": "Os mais velhos falam que ao colocar uma roupa de bate-bola você recebe uma entidade, alguma coisa entre egum, Exu, Ogum ou anjo". |
| Ala 19: "Sete da Lira" A ala homenageia o fenômeno midiático Seu Sete da Lira, o Exu Rei da Lira, que, ao incorporar na médium Cacilda de Assis, ficou famoso na cena cultural brasileira e conduziu jornalistas e foliões ao bairro de Santíssimo, onde ficava o terreiro e o Congá da Lira. Com forte presença do público nas festas, Seu Sete misturava samba, pontos de macumba e outros ritmos. Durante o carnaval de 1972, Seu Sete da Lira comandou um bloco de carnaval na Avenida Rio Branco, recebendo a presença de filhos de santo, admiradores e foliões. A ala da Grande Rio, apresentando três figurinos e variações de adereços de mão (todos evocando a simbologia da Lira), é uma leitura fantástica para um desfile carnavalesco do bloco comandado por Seu Sete. Além da fantasia que reinterpreta vestimentas utilizadas pela médium Cacilda de Assis, em bailes carnavalescos e demais aparições pela cidade, notam-se uma fantasia de Cucumbi e uma fantasia de Mefistófeles, muito comuns entre os foliões negros e pobres da transição dos séculos XIX e XX, que eram perseguidos pela polícia, sendo considerados arruaceiros e perigosos, associados aos malandros e aos capoeiras. |
| Pandeiristas e passistas especiais: "Exu é Uma Escola de Samba" A ala resgata uma tradição de antigos carnavais que com o tempo foi abandonada pelas escolas de samba: a exibição de grupos de pandeiristas e passistas durante os desfiles. A Grande Rio resgata essa tradição para simbolizar uma das mais expressivas máximas de Luiz Antonio Simas: "Exu é uma escola de samba!". Nas fantasias dos componentes, elementos que remetem aos universos de Exu e das escolas de samba. A ala é coordenada por Marisa Furacão e Avelino Ribeiro. |
| Ala 20: "Na Folia Eu Sou Rei - Escolas de Samba" A ala representa as escolas de samba, manifestação unidas às tradições dos terreiros e às cosmogonias afro-brasileiras. Exu apareceu, de maneira direta ou indireta, em muitos enredos, como no desfile de 1994 da Grande Rio. Na ala, componentes desfilam com um surdo de terceira fictício. Segundo as explicações de Luiz Antonio Simas, "o surdo de terceira é exatamente aquele que, mais agudo que os outros dois, preenche o vazio que existe entre as marcações.(...) Ocupa por isso mesmo o papel de Exu na cosmogonia iorubá, de Aluvaiá entre os congos e de Legba entre os fons: ele brinca com o que é previsível, desnorteia, faz o inusitado". A fantasia da ala também homenageia Joãosinho Trinta, carnavalesco maranhense (com passagens pela própria Grande Rio) que levou o Povo da Rua para a Marquês de Sapucaí, no histórico desfile da Beija-Flor, "Ratos e Urubus, Larguem Minha Fantasia", vice-campeão do carnaval de 1989. O nome da fantasia deriva de versos do samba-enredo do desfile: "Xepa de lá pra cá xepei / Sou na vida um mendigo / Da folia eu sou rei". Ainda na fantasia, a estampa de rótulos do "Rei da Ralé" foi confeccionada por Toín Gonzaga e homenageia criações do carnavalesco pernambucano Fernando Pinto, como as brincadeiras com a estética da cultura de massa presentes em "Tupinicópolis" (Mocidade, 1987). |
| Destaque de Chão/Musa - Bianca Andrade: "Rainha da Folia" A fantasia da musa exalta a nobreza das escolas de samba, com inspiração em criações de Joãozinho Trinta. Manifestações carnavalescas de raízes negro-populares, as escolas de samba do Rio de Janeiro não raro se veem, a exemplo dos maracatus pernambucanos, reproduzindo padrões cortesãos, com a celebração de reis e rainhas, príncipes e princesas. Assim também se organizam os ritos afro-brasileiros, vide a profusão de Exus e Pombagiras cujos nomes expressam títulos de nobreza. |
| Alegoria 4: "Dobra o Surdo de Terceira: Folia Exusíaca" A quarta alegoria passa a mensagem de que Exu, o "Senhor da Felicidade" (Odará), se manifesta nas mais diversas expressões carnavalescas brasileiras como frevos, afoxés, maracatus, blocos, turmas de bate-bolas e escolas de samba. O apontamento é baseado na reflexão de Luiz Antonio Simas de que "as ruas no carnaval são exemplarmente exusíacas."A alegoria reúne em um mesmo chassi referências a diferentes manifestações carnavalescas. A frente do carro tem um enorme boneco de bate-bola, com a máscara levantada. Segundo relatos da tradição oral, os brincantes iniciados em religiões afro-brasileiras devem sair com a máscara levantada, ou seja, não podem cobrir o rosto. Os demais bonecos, com feições "gaiatas" e poses jocosas, bêbadas, traduzem a diversidade de fantasias que brincam nos blocos de rua e evocam o espírito dos "antigos carnavais", com máscaras confeccionadas com a técnica do papier-mâché. A arquitetura cênica do carro foi pensada para valorizar as composições com fantasias variadas e os destaques emplumados. Ao longo do carro, estandartes saúdam a memória de Seu Sete da Lira e a história do bloco conduzido por um Exu, o Exu Rei da Lira. Nos estandartes, tremulam nomes fictícios como "Cabra da Madrugada", "Folia do Seu Sete", "Afoxé Filhos de Exu", "Fervo do Exu Caveira", "Pinga Fogo na Folia", "Macumbanda da Baixada", etc. Completando o desenho cênico, notam-se as cores e formas gráficas de uma tela de Adir Botelho: "Barca de Exus". Botelho se notabilizou, entre outras atividades, pelo trabalho desenvolvido para as decorações de rua do carnaval da cidade do Rio de Janeiro, junto a realizadores como Fernando Pamplona, Arlindo Rodrigues, Newton Sá, Fernando Santoro, Davi Ribeiro, Rosa Magalhães, Lícia Lacerda, entre outros. Os traços de de Adir Botelho também encimam o painel, na traseira da alegoria, com uma referência ao desfile de 1989 da Beija-Flor. O segundo elemento alegórico de "Ratos e Urubus, Larguem Minha Fantasia" apresentou um enorme convite ao Povo da Rua, onde originalmente se lia, em letras pintadas com tinta preta: "Atenção: mendigos, desocupados, pivetes, meretrizes, loucos, profetas, esfomeados e povo de rua: tirem dos lixos deste imenso país restos de luxos... façam suas fantasias e venham participar deste grandioso Bal Masqué!". Na parte traseira desse mesmo convite, espécie de muro parcialmente destruído, havia a seguinte mensagem: "Mendigos, a Sapucaí é vossa!" Na reinterpretação apresentada na alegoria da Grande Rio, o artista Guilherme Kid preparou um painel com o dizer: "Exus, a Sapucaí É Vossa!". Destaques e composições Destaque central médio: Sônia Soares (Fantasia: Rainha da Lira) Destaque performático baixo: David Brazil (Fantasia: Folia no Bola) Destaque lateral direito: Andressa Medeiros (Fantasia: Cacique de Ramos) Destaque lateral esquerdo: Thuane Araújo (Fantasia: Bafo da Onça) Destaque central médio: Douglas Souza (Fantasia: Guardião da Favela) Destaque central alto: Márcio Marinho (Fantasia: O Grande Morcego) Semidestaques frontais baixos: Fantasia Nobreza momesca Composições femininas: Fantasia Furor exusíaco Composições teatralizadas: Fantasia Foliões desvairados |
| Setor/Chave 6: "De Tinta e de Sangue" |
| Ala 21: "Macunaíma na Tecnomacumba" Dando início ao setor que se propõe a carnavalizar "aparições" e traduções de Exu em diferentes linguagens artísticas, a fantasia da ala é uma interpretação "pós-moderna" do personagem Macunaíma, da obra homônima de Mário de Andrade, publicada em 1928. Em dado momento da obra, no capítulo intitulado "Macumba", o personagem-título, em busca da muiraquitã (um amuleto de pedra verde, em forma de sapo) perdida, viaja ao Rio de Janeiro e conhece o terreiro de Tia Ciata, onde pede a Exu que o ajude a vencer o gigante Piaimã. Na fantasia da ala, os componentes carregam, nas costas, uma mochila em forma de muiraquitã. A roupa também é adornada com símbolos extraídos da obra do artista contemporâneo Mulambö. As antenas remetem ao estilo "cosmopolita" da obra de Mário, mas também à capa de "Parabolicamará", álbum de Gilberto Gil cuja música "Serafim" menciona Exu. As quatro fantasias de alas do setor apresentam fones de ouvido, simbolizando que Exu é comunicação, movimento e atualização, da "Macumba" dos modernistas à "Tecnomacumba" do presente, na voz de Rita Benneditto. |
| Ala 22: "Se For de Paz, Pode Entrar" A ala homenageia o escritor Jorge Amado. Várias obras o autor abordam a simbologia de Exu. É o caso de "Jubiabá", cujo protagonista é um humilde boxeador negro que, através das mãos do Pai de Santo que dá nome à obra, recebe a proteção de Exu e vivencia surpreendentes histórias, vagando pelo Recôncavo baiano. Exu também adquire papel de centralidade em "Dona Flor e Seus Dois Maridos": Vadinho era filho de Exu e condensava arquétipos associados à entidade, como o destemor e a virilidade. Jorge Amado também criou a "Revista Exu", em 1987. A publicação circulou por dez anos, exibindo nas suas capas interpretações artísticas de Exu. A relação do escritor baiano com a entidade era tão intensa que o símbolo da Fundação Casa de Jorge Amado é um Exu do artista plástico Carybé. Localizada no Largo do Pelourinho, em Salvador, a Casa de Jorge Amado tem por guardião um Exu esculpido por Mário Cravo. A fantasia da ala, nas cores branco e prata, dialoga com as criações escultóricas de Mário Cravo, artista que materializou corpos de Exu em metal. A roupa evoca, ainda, a simbologia das "jóias de axé" da Bahia, cenário onipresente na obra de Amado. Os componentes também carregam um estandarte vermelho com o desenho do Exu de Carybé. O nome da fantasia, "Se For de Paz, Pode Entrar!" é o lema da Casa Jorge Amado. |
| Destaque de Chão/Musa - Renata Kuerten: "Exu Bossa Nova" A roupa da musa evoca traços de Burle Marx e o espírito das décadas de 1960 e 1970, quando músicos bossa-novistas e cineastas como Rogério Sganzerla e Jom Tob Azulay (diretor de "ExuMangueira") exploravam as religiosidades afro-brasileiras em suas produções audiovisuaisé. Em 1966, Baden Powell lançou, em parceria com Vinícius de Moraes, a música "Lamento de Exu", última faixa do LP "Os Afro Sambas". |
| Ala 23: "Ser-Tão Exu" A ala faz referência a uma possível ligação entre Exu e a obra "Grande Sertão: Veredas", de João Guimarães Rosa, publicada em 1956. O longo romance em fluxo contínuo narra as inquietações do professor e jagunço Riobaldo, um homem dado às reflexões, que dialoga com um "doutor" desconhecido e rememora as travessias do passado, quando enfrentou o temido Hermógenes e viveu um profundo amor pelo companheiro Reinaldo – em verdade, a guerreira Diadorim, personagem que, nos termos de Luiz Henrique Silveira, "apresenta uma narrativa poética semelhante a Dionísio, Trickster e Exu". São muitas as referências implícitas a Exu presentes no texto de Guimarães Rosa, como a associação de Diadorim à lâmina de uma faca (Exu é Olobé, "Senhor da faca") e a presença do símbolo do infinito, inserido ao final da narrativa. A fantasia da ala propõe uma visão contemporânea para o universo trabalhado por Rosa, com destaque para o uso das ilustrações de Poty Lazzarotto na casaca. Nos chapéus dos componentes há uma sobreposição de interpretações artísticas para Exu – fragmentos de criações de Rubem Valentim e J. Cunha. |
| Grupo de casais mirins de mestres-salas e porta-bandeiras: "Exu nas Escolas" Os jovens casais de mestres-salas e porta-bandeiras da Grande Rio vestem fantasias que remetem à arte de rua e à cultura funk. As bandeiras carregadas pelos casais mirins apresentam dupla face: numa, o antigo pavilhão da Grande Rio; noutra, a "Bandeira Mulamba" do artista plástico Mulambö. O nome da fantasia, "Exu nas Escolas", é o mesmo da segunda faixa do álbum "Deus é Mulher", de Elza Soares, lançado em maio de 2018. A canção composta por Edgar e Kiko Dinucci defende a inclusão das cosmogonias africanas e das religiões afro-ameríndias nas instituições de ensino, estratégia de combate ao racismo e de celebração da diversidade. |
| Ala 24: "Exus Contemporâneos" A ala celebra a abordagem de Exu por artistas contemporâneos. O orixá/entidade é abordado em telas, películas, discos, livros, fantasias de carnaval, museus, muros, nas escolas e nas escolas de samba. A fantasia da ala apresenta uma colagem de estilhaços artísticos que mostram a diversidade de interpretações de Exu propostas por realizadores que tem se preocupado em desmistificar as visões negativas direcionadas a essa entidade. Na capa da fantasia, veem-se dezenas de capas de discos, livros, exposições, documentários, e obras que celebram o dinamismo de Exu. A estampa do paletó, produzida por Toín Gonzaga, homenageia Jean-Michel Basquiat, artista visual nascido em Nova York, que inseriu Exu em diversas criações. No mosaico de citações da fantasia, aparecem, de maneira direta ou indireta, músicos como Baco Exu do Blues, Elza Soares, Rita Benneditto, Fabiana Cozza, BaianaSystem e Gilberto Gil; autores como Luiz Antonio Simas, Luiz Rufino, Leonardo Antan, Alberto Mussa, Conceição Evaristo e Cidinha da Silva; artistas plásticos como Abdias do Nascimento, Mulambö, coletivo Tupinambá Lambido e Thiago Ortiz; documentários como "AmarElo – É Tudo pra Ontem", protagonizado por Emicida, e "Exu Rei – Abdias Nascimento", de Bárbara Vento; a moda de João Pimenta e as coleções da Meninos Rei. |
| Destaque de Chão/Musa - Pocah: "Na Batida de Exu" A roupa da musa exalta as culturas das periferias, dos guetos e das favelas, expressando a ideia de que Exu mora na musicalidade e em toda forma de arte produzida nesses espaços. O samba, o hip hop e o funk são formas de vida e sociabilidade, culturas complexas que organizam a vida social de comunidades inteiras e denunciam a exclusão social, o racismo, as desigualdades. Ambos enfrentam um histórico quadro de menosprezo, perseguições e associações ao que é "ruim" – percepção que aproxima tais redes culturais a Exu, a mais perseguida das entidades afro-brasileiras. |
| Tripé 2: "Boca que Tudo Come".Tripé 2: "Boca que Tudo Come" O segundo tripé apresentado no desfile da Grande Rio referencia um dos títulos dados à Exu, o de EnuGbarijo ou Enugbarijó, a "Boca coletiva". De acordo com as proposições pedagógicas e filosóficas de Luiz Antônio Simas e Luiz Rufino, "é Enugbarijó (Senhor da boca coletiva) que nos propicia o arremate, já que é ele que engole de um jeito para cuspir de outro. É a boca que tudo come e o corpo que tudo dá. É ele que versa sobre as transformações radicais e sobre a necessidade constante de reinvenção da vida." A simbologia da boca aparece na obra de artistas plásticos que reverenciaram Exu em suas telas, como Abdias Nascimento e Jean-Michel Basquiat, e em produções contemporâneas, como a peça "Exu – A Boca do Universo", dirigida por Fernanda Júlia Onisajê, e em pinturas e instalações de Mulambö. O tripé foi pensado para ser uma espécie de grande instalação ambulante, misto de aparelhagem, estação espacial e paredão de funk. É, também, um abstrato "ebó cósmico", assentamento em ferro aparente, em construção, com gambiarras, fios e conexões. As caixas de som exibem intervenções de artistas como Cety Soledad, que trabalhou no barracão da Grande Rio e possui produção autoral que expressa tomadas e conexões. O elemento alegórico objetiva reverberar e amplificar a palavra de Exu, levando mensagens para os confins do universo. Destaques Destaque performático médio: Mulambö (Fantasia: Exu Libertador – Tributo a Abdias) Destaque performático alto: Rita Benneditto (Fantasia: Vermelho Exu) |
| Setor/Chave 7: "Recriação e Vozes do Lixo" |
| Ala 25: "O Barroco Exusíaco de Sinhá Olímpia" O último setor do desfile é dedicado à celebração de pessoas que têm em comum os diálogos estabelecidos com Exu, além do fato de terem sido consideradas "loucas" e a ligação que estabeleceram com o lixo. Personagens que buscaram em materiais rejeitados ou descartados a matéria para a construção de obras de arte, figurinos, narrativas escritas ou faladas. Há uma estreita relação entre Exu e as ideias de "loucura" e de "lixo". A "linha do lixo", nas macumbas, reúne Exus Catiços associados a farrapos, trapos, dejetos – a simbologia de entidades que expressam arquétipos de marginalização social. A primeira personalidade celebrada no setor é Sinhá Olímpia. Contam que, depois de muito sofrer com a impossibilidade de viver uma grande paixão, ela passou a vagar pelas ruas de Ouro Preto, recitando poemas, inventando canções. A fantasia da ala é inspirada nos figurinos de Sinhá Olímpia. Ela vestia roupas extravagantes, saias, vestidos, chapéus floridos, rendas, e muitos adereços como cajados e leques. Algumas vertentes da tradição oral da cultura mineira caracterizam Sinhá Olímpia como uma "pombagira barroca", dada a semelhança com as histórias de amores não correspondidos ligadas a entidades do Povo da Rua. Há quem diga, também, que Sinhá Olímpia, que influenciou o movimento hippie brasileiro e inspirou cantores e poetas, se tornou ela mesma uma entidade - e baixa em giras de Exu de terreiros mineiros. |
| Ala 26: "Exu Coroado por Bispo do Rosário" A ala reverencia Arthur Bispo do Rosário, artista plástico diagnosticado como "esquizofrênico-paranoide" depois de uma revelação mística que o levou a peregrinar por diferentes santuários do Rio de Janeiro, sendo detido no Mosteiro de São Bento. Condenado à prisão na Colônia Juliano Moreira, Bispo passou quase cinquenta anos entregue à missão de inventariar o mundo para entregar ao Criador, no dia do Juízo, uma réplica de tudo o que existe – base para a recriação do planeta, um lugar sem desigualdades. As obras confeccionadas por Bispo, no contexto manicomial, utilizando materiais de uso cotidiano (como canecas, pentes, copos, talheres, latas) e objetos coletados nas lixeiras, expressam uma reflexão profunda sobre o mundo contemporâneo. No meio da vastidão de peças produzidas, destacam-se aquelas dedicadas a Exu, divindade a quem foram ofertados capas, coroas e objetos aglutinados. |
| Destaque de Chão/Musa - Mônica Carvalho: "Não É de Brincadeira..." A musa representa as pombagiras da "linha do lixo" como Dona Sete Cacos, Maria Farrapo, Padilha Andarilha e a mais famosa: Maria Mulambo, que inspira a fantasia da musa. O nome da fantasia faz referência a um ponto de Maria Mulambo ("Ela nasceu do lixo, na boca da lixeira / Ela é Maria Mulambo e não é de brincadeira"). |
| Ala 27: "O Bailado de Jardelina com Exu" A ala exalta Jardelina da Silva, sergipana que narrava histórias fantásticas misturando figuras como Deus, Jesus Cristo, Nossa Senhora, Pedro Álvares Cabral, Virgulino Lampião e Exu. Jarda, como era popularmente conhecida, desenvolveu, segundo matéria da revista Marie Claire intitulada "A Guardiã do Mundo", criou "um trabalho que só tem paralelo com o do artista brasileiro Bispo do Rosário, que foi aclamado pela crítica e expôs na Bienal de Veneza depois de passar cinquenta anos num manicômio". Lavradora e costureira, com uma vida marcada por migrações (passou a morar no Paraná) e tragédias, ela contava que aprendeu a costurar desenvolvendo vestidos para bonecas. A paixão pelas agulhas a levou a criar peças maiores, para serem vestidas por ela mesma. Ela dizia gostar de "cores alvoroçadas" e se enxergava como cigana, outra conexão com a energia de Exu. Jardelina dizia viver uma relação intensa com Exus e Pombagiras. No documentário "Jardelina da Silva, Eu Mesma", de Cristiane Mesquita é possível vê-la com uma capa vermelha adornada com pontos de umbanda, inspiração para a fantasia da ala, que reúne um acúmulo de objetos multicoloridos que ilustram o imaginário da personagem. |
| Ala 28 (Adolescentes): "Stella do Patrocínio e a Poética das Encruzilhadas" A ala faz referência à Stella do Patrocínio, uma poetisa brasileira que foi diagnosticada com quadro de esquizofrenia, sendo internada na Colônia Juliano Moreira (a mesma instituição onde Arthur Bispo do Rosário foi internado), onde ficou até sua morte, em 1992. No final dos anos 1980, a artista Carla Guagliardi gravou, em fitas cassete, falas de Stella. Em 2001, a poeta, filósofa e psicanalista Viviane Mosé publicou um conjunto dessas falas no livro "Reino dos Bichos e dos Animais É o Meu Nome”, obra que inseriu Stella do Patrocínio no cenário literário brasileiro e contribuiu para a luta antimanicomial. No podcast "Na Encruzilhada com Stella do Patrocínio", a pesquisadora Sara Ramos defende a ideia de que os falatórios estão inseridos em uma tradição afrodiaspórica brasileira: "uma temática muito presente nas palavras de Stela é a mobilização da rua, e a rua é esse lugar da circulação, é o lugar da comunicação, é o lugar onde Exu reina, e é ele o dono do comunicar, do caminhar". Stella gostava de escrever em papelão. Por esse motivo, a fantasia da Ala dos Adolescentes da Grande Rio é parcialmente confeccionada com papelão, material sobre o qual são pintadas palavras e expressões sobre o universo temático de Stella. |
| Ala 29: "Estamira: E Antes de Eu Nascer, Eu Já Sabia Disso Tudo" A ala celebra Estamira Gomes de Sousa, imortalizada como Estamira após o lançamento de um documentário homônimo e de um livro intitulado "Jardim Gramacho", ambos de autoria de Marcos Prado. Estamira foi uma catadora de materiais recicláveis no lixão de Gramacho, em Duque de Caxias, cidade-sede da Grande Rio. A catadora elaborava reflexões acerca da vida humana, do universo, das religiões e das ideias de "lixo" e "loucura". Estamira chama a atenção, em certa passagem do documentário de Marcos Prado, ao empunhar um aparelho telefônico descartado (considerado quebrado ou inútil) e evocar Exu: "- Câmbio, Exu! Fala, Majeté, fala!". Na visão poética do enredo, Exu está em todos os lugares e precede toda criação. O enredo propõe, a partir das provocações de Estamira, que se escute vozes historicamente silenciadas, invisibilizadas, apagadas, consideradas "inaptas". Em consonância com esse pensamento, as fantasias da ala não buscam estereótipos de catadores nem se utilizam de "lixo" num sentido literal. Inspiradas nos "Astronautas Refugiados" ou "Afronautas" de Yinka Shonibare e nas "Armaduras Metafóricas" de Nick Cave, nomes importantes da arte contemporânea global, as fantasias, intencionalmente diferentes umas das outras, expressam visões de andarilhos e carregadores/catadores siderais. Os figurinos da ala foram confeccionadas em oficinas coletivas oferecidas graças a uma parceria entre instituições de ensino (EBA-UFRJ, IFRJ e PUC-Rio), utilizando-se, para isso, de sobras de materiais de outros processos carnavalescos (com destaque para os materiais utilizados no carro abre-alas de 2020 da Grande Rio) e, principalmente, as sobras do processo carnavalesco do desfile de 2022. Também foram utilizados materiais adquiridos a partir de uma parceria com a Associação de Catadores de Jardim Gramacho, na figura de Tião Santos, um dos protagonistas do documentário "Lixo Extraordinário", filmado no lixão. |
| Destaque de Chão/Musa - Thainá Oliveira: "Eu Escuto os Astros..." A fantasia da musa é inspirada na fala de Estamira sobre "escutar os astros"; uma livre interpretação para a busca de uma visão universal, ampla, em busca de outras cosmogonias. |
| Alegoria 5: "Fala, Majeté!" A última alegoria do desfile faz uma leitura abstrata do poder transformador de Exu a partir das provocações observadas nos discursos de Estamira. A catadora, que vivia no extinto lixão de Jardim Gramacho, o maior da América Latina, situado na cidade-sede da Grande Rio, Duque de Caxias, denunciava, com suas palavras, o quanto aquele espaço revelava de um mundo refém do consumismo desenfreado, apegado a valores individualistas e a crenças excludentes. Os carnavalescos optaram por não representar o lixão de Gramacho de forma literal. No giratório frontal, observam-se sete (número que norteou o desfile) Exus-andarilhos/refugiados ou "afronautas", catadores de novas visões de mundo, tridentes e chaves em punho e faces voltadas para o cosmo. As entidades circundam um globo estilizado, o que sugere uma releitura da ideia de recriação do planeta apresentada no extremo oposto do desfile (a Comissão de Frente), fazendo com que o desfile assuma uma forma circular (o final se interliga com o início), uma vez que a circularidade é um conceito associado às potências de Exu. Ainda na alegoria, uma grande escultura de feições espectrais, indefinidas, sintetiza a ideia de que Exu é um articulador, mediador de mundos, que gira e saúda o caráter cíclico da existência. Estamira dizia que ela era uma feiticeira, porém não perversa, o que foi traduzido pelas mãos do escultor Alex Salvador e equipe, com inspiração nas criações de Maria Martins e Mary Sibande. O material reciclado do carro abre-alas do desfile de 2020 da Grande Rio foi utilizado por estudantes da Escola de Belas Artes da UFRJ para a construção cênica da alegoria que encerra o desfile de 2022. Também foram utilizados pedaços de esculturas de outros desfiles da Grande Rio e de outras escolas, sobras de tecidos utilizados para a confecção das fantasias de alas, material descartado pelas fábricas que fornecem produtos têxteis e fantasias de outros cortejos, bem como materiais recicláveis adquiridos em parceria com a Associação de Catadores de Jardim Gramacho, na figura do líder Tião Santos. A reutilização do "lixo" de outros carnavais propõe uma reflexão metalinguística e intensifica a ideia de que Exu é transformação. Pelo reaproveitamento de materiais no carro, a escola recebeu o Prêmio Fernando Pamplona do Estandarte de Ouro. Ao fundo do carro, sobre um platô circular, seguindo o pedido feito em jogo de búzios e interpretado por Mameto Monadeuy, G’leu Cambria baila como Oyá Igbalé, a Iansã que veste branco e palha e espanta a negatividade associada aos eguns. Destaques e composições Destaque central alto: Simone Oliveira (Fantasia: Recriações) Destaque central médio: Thábata Oliveira (Fantasia: Energia em transformação) Destaque Performático central baixo: Samile Cunha (Fantasia: Poeira cósmica) Semidestaques laterais (esquerda e direita): Fantasia Poder exusíaco Composições laterais: Fantasia Exus - força e transformação Destaque performático traseira: G’leu Cambria (Fantasia: Oyá Igbalé) Composições queijo giratório, cones e teatralização geral: Fantasia Catadores de universos e andarilhos astrais |

## Recepção dos especialistas
O desfile foi aclamado pela crítica especializada, ganhando adjetivos como "histórico", "impecável", "apoteótico" e "arrebatador". Alguns especialistas listaram o desfile entre os melhores do século.
Aydano André Motta, em sua crítica para O Globo, apontou que "a tricolor de Caxias produziu um dos maiores desfiles do século, ao lado da Beija-Flor 2007 ("Áfricas") e da Mangueira de 2019 ("História pra Ninar Gente Grande")". Segundo o jornalista, "a construção inovadora, precisa, juntando informação, apuro e beleza encena um novo passo na saga dos desfiles"; e ainda "Eletrizados, os componentes cantaram o samba circular - como a história de Exu, orixá do movimento, da comunicação - sem deixar cair um minuto sequer. Seguiram o ritmo da estupenda bateria de mestre Fafá, emoldurando conjunto revolucionário de alegorias. O carnaval, a feira, Estamira, a catadora-símbolo do aterro de Gramacho - nada se aproximou dessa coleção em 2022. E a Grande Rio dessa vez não errou, como em 2006 e 2020". Para Fabio Grellet e Marcio Dolzan, do Estadão, a Grande Rio "despontou como a principal favorita" com um desfile em que "a história foi narrada com maestria, as fantasias e alegorias esbanjavam luxo e o samba, embora repleto de palavras em dialetos africanos, contagiou o público, que em diversos setores das arquibancadas entoou gritos de "é campeã!'."
Leonardo Bruno, do Extra, também colocou o desfile entre os melhores do século ao lado de Mangueira 2002 e 2019, Beija-Flor 2007, Salgueiro 2009 e Tijuca 2010. Segundo o jornalista, "na pista, o deslumbramento da Grande Rio se deu por unir excelência musical e visual, num desfile repleto de comunicação com o público" e ainda a escola "não contou de forma careta a história da entidade, mas trabalhou com suas manifestações". Para Leonardo, "outro ponto fundamental para o arrebatamento foi o alto nível do que nossos ouvidos captaram. O samba-enredo, desde a escolha, já nos encantava: sem refrão, com soluções diferentes de melodia e uma letra que foge do padrão descritivo que ronda por aí. A criatividade dos compositores foi tanta que criaram um falso refrão do meio em que a letra não se repete, mas a melodia sim. Tudo isso acompanhado de uma bateria que se consolida como a melhor do carnaval. E sua inovação é recorrer à tradição: trazer um andamento mais pra trás, sem a correria que nos impede de cantar e sambar. Por fim, visualmente a escola superou as expectativas. Alegorias e fantasias eram um deleite, com movimento, energia, qualidade estética".
Romulo Tesi, do UOL, classificou o desfile como "histórico", "o maior da história da escola e um dos maiores do século". Para Raphael Perucci, do Dia, a escola "impressionou com uma apresentação arrebatadora. Amparada pelo talento dos carnavalescos Leonardo Bora e Gabriel Haddad, a Grande Rio coloriu o Sambódromo com alegorias criativas e extremamente ricas em detalhes [...] A bateria de mestre Fafá e da rainha Paola Oliveira foi outro destaque da noite, assim como o desempenho do intérprete Evandro Malandro, que sustentou com habilidade o samba-enredo. Nos quesitos Harmonia e Evolução, a Tricolor de Caxias também teve ótimo rendimento". A Jovem Pan classificou o desfile como "apoteótico", escrevendo que "desde a comissão de frente, que representou Exu no topo do mundo, às alegorias e fantasias, a escola de Duque de Caxias fez um espetáculo incrível e se colocou como candidata ao título".
Luan Costa, do site Carnavalesco, classificou o desfile como arrebatador. Segundo o jornalista, "a escola realizou um dos desfiles mais completos de sua história, e os carnavalescos Gabriel Haddad e Leonardo Bora apresentaram um trabalho de alto nível estético. O samba, muito elogiado no pré-carnaval, foi impulsionado pelo desempenho incrível de Evandro Malandro e da bateria de Mestre Fafá". Também apontou que "a agremiação saiu da avenida sendo ovacionada pelo público". Ramiro Costa, da coluna Roda de Samba, do Extra, apontou que "o trabalho dos jovens carnavalescos Gabriel Haddad e Leonardo Bora sobre o tema foi uma aula de tolerância religiosa e estética aprimorada e madura em fantasias e alegorias" e a Grande Rio foi "de longe" a favorita ao título. Os comentaristas da Super Rádio Tupi elegeram a escola como a melhor do Grupo Especial. Para o jornalista Fábio Fabato, "a Grande Rio realizou um dos maiores desfiles do século"; enquanto o carnavalesco Luiz Fernando Reis afirmou que a escola "produziu um desfile deslumbrante, emocionante e inquestionável".
Os comentaristas do site SRzd também classificaram o desfile da escola como "arrebatador", apontando que a comissão de frente da escola teve "uma passagem marcante que impulsionou a forte abertura da agremiação"; o casal Taciana e Daniel dançou com "sintonia, elegância e graciosidade ao extremo, além de originalidade em alguns passos"; e o samba "teve ótimo rendimento na pista, sendo cantando tanto pela escola quanto pelas arquibancadas". Segundo o comentarista Marcelo Masô, "o enredo foi desenvolvido de forma exemplar. A abertura do desfile teve uma comissão de frente impactante. Diversos Exus foram apresentados ao público em alas e alegorias muito elucidativas e bonitas. Foi um desfile espetacular e extremamente emocionante". Analisando a bateria da escola, Bruno Moraes apontou que "tudo deu certo: ritmo, bossas, apresentações, e ajudou já o bom samba [...] foi o melhor momento da história da bateria da Grande Rio". Para Célia Souto, foi um "excelente desfile da escola em relação ao canto e harmonia [...] A escola manteve a vibração e garra durante todo o desfile. Os componentes evoluíram com determinação e segurança durante toda a apresentação contagiando a Sapucaí".

Em sua crítica, o portal Carnavalize escreveu que a comissão de frente "impressionou pelo vigor da dança dos integrantes, pela encenação e gestual perfeitos e pelo capricho do tripé e dos figurinos [...] o primeiro casal, formado por Daniel Werneck e Taciana Couto, se exibiu com segurança e sintonia, explorando o espaço cênico [..] Impactante desde a volumosa abertura, o conjunto visual se destacou pela concepção arrojada, pela exploração das formas e das cores, pela proposta ousada e muito bem executada [...] os ritmistas de Mestre Fafá fizeram uma excelente passagem, sustentando o elogiado samba-enredo e garantindo um chão avassalador. A escola teve forte comunicação com a arquibancada, que comprou e cantou o samba. Apesar da evolução lenta em alguns momentos, a agremiação também não teve problemas de evolução, sem buracos ou correria. Aclamada pelo público, aos gritos de 'é campeã!', a Grande Rio despontou como a grande favorita ao título".

## Julgamento oficial
A Grande Rio foi campeã do carnaval com três décimos de vantagem para a vice-campeã, Beija-Flor. Escola mais nova do Grupo Especial, com 33 anos de existência completados em 2021, este foi o primeiro título da Grande Rio na elite do carnaval. Os carnavalescos Gabriel Haddad e Leonardo Bora também foram campeões do Grupo Especial pela primeira vez. A vitória da escola atraiu uma multidão que lotou a quadra da agremiação no centro de Duque de Caxias, na Baixada Fluminense. A Rua Piratini, onde fica a quadra, precisou ser interditada e ruas de acesso ficaram com trânsito congestionado. Cerca de 150 mil latinhas de cerveja foram disponibilizadas para o público. Integrantes da agremiação e celebridades estiveram na festa, que varou a madrugada. Com a vitória, a escola foi classificada para encerrar o Desfile das Campeãs, que teve início na noite do sábado, dia 30 de abril de 2022, no Sambódromo da Marquês de Sapucaí. A agremiação também realizou uma festa em forma de desfile na Avenida Brigadeiro Lima e Silva Ramos, em Duque de Caxias, no dia 15 de maio de 2022.

### Justificativas
Dois julgadores penalizaram o samba-enredo da Grande Rio. Clayton deu nota 9,9 ao samba. Em sua justificativa, o jurado criticou uma semelhança melódica que encontrou entre o refrão principal e outro verso da obra ("A partir do vigésimo nono verso a linha melódica da estrofe é muito semelhante à melodia do refrão final e não deixa claro a passagem entre as partes". Outro julgador que descontou décimos do samba foi o professor universitário Felipe Trotta. O jurado deu 9,8 ao samba alegando repetição de frases melódicas e criticou a modulação da segunda parte do refrão do meio ("Há no samba uma frase melódica que aparece diversas vezes, produzindo a sensação de que a melodia não evolui, sempre apoiada na mesma frase. Essa sensação é reforçada pela pouca variação de acordes do samba, apesar de umas poucas inclinações breves. Apesar disso, o trecho que teria função de contraste tem uma modulação mal resolvida, resultando em uma afinação imprecisa e pouco clara"). Nas redes sociais, internautas escreveram críticas e ameaças aos julgadores. A cantora Teresa Cristina também usou seu Twitter para criticar a avaliação: "Samba-enredo da Grande Rio não ganhar 10 é muita falta de caráter!", escreveu a cantora.

## Premiações
Pelo seu desfile, a Grande Rio recebeu diversas premiações:
| - Estandarte de Ouro (O Globo) 1. Melhor escola 2. Melhor bateria 3. Melhor enredo 4. Prêmio Fernando Pamplona (Para a alegoria "Fala, Majeté") 5. Destaque do público (Demerson D'Alvaro, que interpretou o Exu na comissão de frente) - Estrela do Carnaval (Site Carnavalesco) 1. Desfile do Ano 2. Melhor enredo 3. Melhor samba-enredo 4. Melhor comissão de frente 5. Conjunto de alegorias 6. Carnavalescos (Gabriel Haddad e Leonardo Bora) 7. Originalidade - Fala Galera Carna Insta 1. Melhor escola 2. Melhor evolução 3. Carnavalescos (Gabriel Haddad e Leonardo Bora) 4. Caiu nas Graças do Povão (votação online) - Prêmio 100% Carnaval 1. Melhor escola 2. Melhor samba-enredo 3. Melhor enredo 4. Melhor bateria 5. Melhor conjunto de alegorias 6. Carnavalescos (Gabriel Haddad e Leonardo Bora) - Prêmio Feras da Sapucaí (Revista Feras do Carnaval) 1. Melhor escola 2. Melhor samba-enredo 3. Melhor intérprete (Evandro Malandro) - Prêmio Gazeta do Rio 1. Melhor escola 2. Melhor comissão de frente 3. Carnavalescos (Gabriel Haddad e Leonardo Bora) 4. Rainha do ano (Paolla Oliveira) - Prêmio S@mba-Net 1. Melhor escola 2. Melhor enredo 3. Melhor destaque de luxo (Danyllo Gayer - 2.ª alegoria) | - Prêmio Plumas & Paetês Cultural 1. Carnavalescos (Gabriel Haddad e Leonardo Bora) 2. Direção de Harmonia (Clayton Bola; Jefferson Guimarães; Andrezinho e Cláudio Santos) 3. Design gráfico (Toín Gonzaga) 4. Escultor de isopor (Marina Vergara e Andrea Vieira) 5. Escultor de espuma (Orlando Sérgio e Francisco Murta) 6. Ferreiro (João Lopes) 7. Artesão (Equipe EBA/UFRJ - Joana D'arc Prosperi; Sophia Chueke; Rafael Torres; Nicolas Gonçalves; Jovanna Souza; e Theo Souza) - Prêmio SRzd (Site SRzd) 1. Melhor escola 2. Melhor samba-enredo 3. Melhor enredo 4. Melhor carnavalesco (Gabriel Haddad e Leonardo Bora) - Troféu Explosão in Samba 1. Melhor escola 2. Melhor samba-enredo - Troféu Bateria 1. Melhor bateria 2. Melhor ala de tamborim - Troféu Gato de Prata 1. Melhor escola 2. Melhor bateria 3. Melhor carnavalesco (Gabriel Haddad e Leonardo Bora) 4. Melhor comissão de frente 5. Melhor intérprete (Evandro Malandro) 6. Melhor rainha de bateria (Paolla Oliveira) 7. Personalidade: Milton Perácio (presidente da escola) - Troféu Sambario (Site Sambario) 1. Melhor escola 2. Melhor enredo 3. Melhor conjunto de fantasias 4. Melhor conjunto alegórico 5. Melhor alegoria ("Fala, Majeté") - Troféu Tupi Carnaval Total (Super Rádio Tupi) 1. Melhor escola 2. Melhor enredo 3. Melhor conjunto alegórico |

## Repercussão da vitória
"O enredo é a desmistificação de Exu, é falar essa verdade do povo de Caxias, vendo a grande Rio ser campeã. Caxias é o lugar do Rio de Janeiro com maior número de terreiros de candomblé e de umbanda. A Grande Rio quando fala da verdade, a verdade não mente! [...] Graças a Deus pude fazer o samba junto com os parceiros. Ver a Grande Rio ser campeã pela primeira vez é entrar para a história do carnaval. Deve ser um dia muito difícil para quem criticou, para quem disse que o Arlindinho era só o filho do Arlindo Cruz e não sabia compor".

— Arlindinho Cruz, um dos compositores do samba da Grande Rio.
Ao final da apuração diversos famosos usaram as redes sociais para celebrar a vitória da escola, entre eles, históricos torcedores da agremiação como as atrizes Susana Vieira e Bruna Marquezine e o promoter David Brazil, além da rainha de bateria Paolla Oliveira e o jogador Paulinho. O jornalista Leonardo Bruno celebrou o título, mas ponderou que "o julgamento não refletiu a superioridade da campeã em relação às demais. A escola ficou a apenas três décimos da segunda colocada, a Beija-Flor, todos conquistados no quesito Alegorias e Adereços – como se Caxias só tivesse sido superior a Nilópolis na qualidade dos carros, o que está longe da realidade".
Em contraponto, a escola recebeu críticas e ataques de religiosos conservadores. O cantor de música gospel Rafael Bitencourt divulgou um vídeo dizendo que a escola "colocou pessoas manifestando demônios, ficando possuídas" e que "Jesus foi humilhado pelo diabo" no desfile. Bitencourt ministra cursos online sobre "a volta de Jesus", a "chegada da nova ordem mundial" e sobre "como se defender legalmente se alguém te obriga a apresentar um passaporte [de vacinação]". O pastor Rodrigo Mocellin, da Igreja Evangélica Resgatar de Guaratinguetá, também criticou o desfile. No vídeo intitulado "Carnaval 2022: EXU é descrito como bonzinho", ele diz que "Carnaval é uma coisa demoníaca, é maligno" e "só não enxerga quem não quer ver". O babalorixá Sidney Nogueira e o advogado e ex-secretário de Justiça e Defesa da Cidadania de São Paulo Hédio Silva Júnior prometeram enviar uma notificação extrajudicial ao YouTube pedindo que a plataforma retire conteúdos de intolerância religiosa relacionados ao desfile da Grande Rio.

## Impacto
Segundo levantamento feito pelo Google Trends, as buscas pelo nome "Exu" no Google aumentaram cerca de 418% na semana dos desfiles. As buscas por "orixá" aumentaram 49% a partir do dia do desfile da escola. O pico de interesse pela palavra "Exu" ocorreu em 26 de abril, dia da apuração que sagrou a agremiação campeã do carnaval. No Brasil, os estados que mais pesquisaram pelo nome da divindade foram Rio de Janeiro, Pará, Bahia, Amapá e Amazonas. No estado do Rio, os municípios que mais realizaram a busca foram Duque de Caxias (sede da escola), Nilópolis, Rio de Janeiro, São João de Meriti e Niterói. Os termos relacionados mais procurados foram: "quem alimenta exu nunca passa fome", "exu a boca que tudo come" e "o que significa laroye exu", com aumento repentino durante o período analisado.
Um dia após a Grande Rio conquistar o título inédito no carnaval, o vereador carioca Átila Alexandre Nunes Pereira, do Partido Social Democrático (PSD), apresentou um projeto de lei na Câmara Municipal do Rio de Janeiro propondo que Exu se torne patrimônio do Rio. Também por iniciativa de Átila A. Nunes, e com aprovação unânime dos demais vereadores, os carnavalescos da Grande Rio, Gabriel Haddad e Leonardo Bora, foram contemplados com a Medalha do Mérito Pedro Ernesto, a maior honraria da Câmara Municipal; enquanto o ator e dançarino Demerson D'alvaro, que interpretou Exu na comissão de frente do desfile, foi agraciado com uma moção honrosa.
"Infelizmente muitos distorcem o que seria o significado de Exu por conta de desconhecimento. O preconceito é filho da ignorância, no sentido de ignorar, desconhecer. A Grande Rio deu essa contribuição única quando trouxe o tema do Exu, num desfile certamente histórico, quase que incentivando e estimulando a fazer esse movimento de romper com esse preconceito e, de alguma forma, levar para a sociedade, mesmo que pelo simbolismo da arte, do carnaval ou de um projeto de lei."
— Átila A. Nunes, autor do projeto de lei que declara Exu como patrimônio do Rio.